# Переименованные населённые пункты Таджикистана
В этой статье приведён список переименованных населённых пунктов — сёл (тадж. деҳа), городов (тадж. шаҳр) и посёлков городского типа (тадж. шаҳрак), а также административных единиц→сельских общин (тадж. ҷамоати деҳот), районов (тадж. ноҳия) и областей (тадж. вилоят) Республики Таджикистан. В скобках приведён год получения нового названия.
В Таджикистане на 1 августа 2017 года существовало:
- 1 автономная область
- 2 области
- 18 городов, в том числе 5 республиканского и 13 областного подчинения
- 62 района, в том числе 4 района г. Душанбе и 13 районов республиканского подчинения
- 62 посёлка городского типа
- 370 сельских общин
- 4223 сельских населённых пунктов (сёл),

из которых было переименовано (в 2000—2010 гг.): 1 область, 23 района, 7 городов, 17 пгт, 98 сельских общин, 966 сёл.

## Горно-Бадахшанская автономная область
- Автономная область Горного Бадахшана (АОГБ)→Автономная Горно-Бадахшанская область (1936)→Горно-Бадахшанская автономная область (1941)

### Ванджский район
- Рохарвский район→Ванджский район
- Ванч, сельская община→Махмадулло Абдуллоев (2012)[3]
- Жовид, сельская община→Джовидон (2012)[4]
- Жовид→Джовидон (2012)[4]
- Мдехарв→Дуршер
- Рохарв→Ванч[5]

### Дарвазский район
- Калаи-Хумбский район→Дарвазский район (1991)[6]
- Дашти Паткуноб→Сомониён (2024)[7]

### Ишкашимский район
- Вахано-Ишкашимский район→Ишкашимский район
- Горон, сельская община→Андароб[5]→Аскар Замиров[1]
- Нюд, сельская община→Ишкашим→Юсуфбеков Рустамбек (2012)[3]
- Шитхарв, сельская община→Вахон (2020)[8]
- Нюд→Ишкашим[5]

### Мургабский район
- Восточно-Памирский район→Мургабский район
- Конакурган, сельская община→Гожо Бердибоев[1]
- Шаджанский пост→Памирский пост→Мургаб, пгт
- Караарт→Каракуль

### Рошткалинский район
- Верхнешохдара, сельская община→Рошткала
- Нижнешохдара, сельская община→Тавдем→Гадолиев Курбоншо (2012)[3]
- Октябрь, сельская община→Мирсаид Миршакар (2004)[9]
- Бутанокурган→Джавшангоз (2024)[7]
- Верхнешохдара→Рошткала
- Зидин→Чагев[1]
- Каракурум→Сиёвушгирд (2024)[7]
- Лесхоз→Лоджвард (2024)[7]
- Нижнешохдара→Тавдем[5]

### Рушанский район
- Рушано-Бартангский район→Рушанский район
- Баррушон, сельская община→Назаршо Додхудоев (2004)[10]
- Калаивомар, сельская община→Рушан[5]
- Сипондж, сельская община→Бартанг[5]
- Шидз, сельская община→Муминшо Абдулвосиев (2004)[11]
- Калаивомар→Рушан[5]
- Сипондж→Бартанг[5]

### Шугнанский район
- Барсем, сельская община→Сучон[5]
- Дарморахт, сельская община→Гарибшо Шахбозов (2012)[3]
- Сохчарв, сельская община→Мирзоджон Ширинджонов (2012)[3]
- Джелондех→Оби Гарм (2024)[7]
- Имом→Абуали Сино
- Миденшор→Вахдат (2012)[12]
- Питовдашт (Сучон)→Рахмонобод (2016)

## Районы республиканского подчинения

### Варзобский район
- Харангон, сельская община→Айни[5]
- Бегари→Бегар (2024)[13]
- Дашти Хорзор→Некобод (2024)[13]
- Косатароши поён→Косатароши Пойин (2024)[13]
- Кулахмади→Яккачашма (2015)[14]
- Мугулони Поён→Мехробод (2015)[14]
- Оби Оджук→Варзоб (1959)[15]
- Пурзабад→Пурзавот (2024)[13]
- Тойкара→Гулбог (2015)[14]
- Тошбулок→Наврузчашма (2024)[13]
- Чагатай→Шодоб (2015)[14]
- Чормагзакони узбек→Чормагзакони Боло (2015)[14]
- Чормагзакони тоджик→Чормагзакони Поён (2015)[14]

### Вахдат
- Янги-Базар, г.→Орджоникидзеабад (1936)→Кофарнихон (1991)→Вахдат (2003)
- Карасу, сельская община→Гулистон (2004)[16]
- Кофарнихон, сельская община→им. Абдулло Абдулвосиева (2004)[16]
- Тугмазор, сельская община→Чорсу
- Ходжабойкул, сельская община→им. Раджаба Исмоилова (2004)[16]
- Эскигузар, сельская община→Дусти (2004)[16]→им. Карима Исмоилова
- Янгибозор, сельская община→им. Бозорбоя Бурунова (2004)[16]
- 1 мая→Шодмон (2004)[16]
- Адолат-1→Сафедоб (2016)[17]
- Антаруш (Антаруши таджик)→Мехробод (2004)[16]
- Антаруши боло→Ниёгон (2004)[16]
- Антаруши поён→Баракат (2004)[16]
- Байнал→Гулобод (2004)[16]
- Балдургон→Хакикат (2004)[16]
- Баракат-2→Сахиён (2016)[17]
- Бешкаппа→Озода (2004)[16]
- Бошбулок→Сарчашма (2004)[16]
- Бошкарасу→Дахана (2004)[16]
- Бувак→Себзор (2004)[16]
- Ганджбор-2→Шахдбор (2016)[17]
- Гирдоб-2→Сеоба (2016)[17]
- Гулобод-2→Нурофар (2016)[17]
- Гулрез-2→Хуррамдех (2016)[17]
- Гургхурда→Чаманзор (2015)[18]
- Дахана-1→Хакимон (2016)[17]
- Даханаи Чорбог→Джавони (2004)[16]
- Дехконобод-2→Калаи Гулистон (2016)[17]
- Джавонон-2→Бахтёрон (2016)[17]
- Джалджит→Солехон (2004)[16]
- Джангалобод-2→Богистон (2016)[17]
- Джарбоши→Зарнисор (2015)[18]
- Джомри→Ситораи Сурх (2004)[16]
- Джомрии Боло (Джомри-2)→Маданият (2004)[16]
- Джомрии Поён (Джомри-1)→Ганджбор (2004)[16]
- Доручастка→Сурхтеппа (2004)[16]
- Иток→Кишоварз (2004)[16]
- Кирпичный→Заводи хишт→Хиштгарон
- Лакайбеги→Сугдиён (2004)[16]
- Обидараи Чунгак→Обшор (2015)[18]
- Окджар→Адолат (2004)[16]
- Откулок→Мехнатобод (2004)[16]
- Кавлез→Шахдрез (2004)[16]
- Калтуч→Шифобахш (2015)[18]
- Камонгарони Тоджик→Камонгарони Поён
- Камонгарони Узбек→Камонгарони Боло
- Карасу→Хуснобод (2004)[16]
- Карсанги-2→Негматобод (2004)[16]
- Кашкабулок→Гулзор (2004)[16]
- Кизилбулок→Сурхчашма (2004)[16]
- Кипчок→Шодмонкала (2015)[18]
- Киргизон→Шахристон (2015)[18]
- Кишоварз-2→Сароб (2016)[17]
- Кузибеги→Чаман (2004)[16]
- Куксултони→Мехргон (2004)[16]
- Купрукбоши→Гулрез (2004)[16]
- Куркишлок→Мехнатобод[5]
- Куркишлок→Ганджина (2004)[16]
- Кутанбулок→Чашмасор (2004)[16]
- Муродова→Худжабустон (2015)[18]
- Пасарик→Ширинджуй (2004)[16]
- Пустхур→Шохрух (2015)[18]
- Ранджобод→Кабиробод (2004)[16]
- Совет→Зартеппа (2004)[16]
- Тешик-Тош→Тиллои Сафед (2004)[16]
- Тиллои Сафед-1→Фахробод (2016)[17]
- Томчи-1→Дусти (2004)[16]
- Томчии Боло→Шухратёр (2004)[16]
- Томчии Поён→Шеробод (2004)[16]
- Торбулок→Джавонон (2004)[16]
- Торбулок→Ориён (2004)[16]
- Тукалтеппа→Файзбахш (2004)[16]
- Тулки→Кухдоман (2004)[16]
- Туркобод→Вахдатобод (2004)[16]
- Туртуробод→Хайдаробод (2004)[16]
- Туячи→Корвон (2004)[16]
- Узунарик→Гирдоб (2004)[16]
- Хайтали→Гулафшон (2015)[18]
- Ходжабойкул→Мехрбахш (2004)[16]
- Ходжабойкули Боло→Хаёти Нав (2004)[16]
- Ходжабулок→Истиклолият (2004)[16]
- Ходжикатаган→Зарафшон (2015)[18]
- Холбойкаро→Бахористон (2004)[16]
- Хуснобод-2→Чашмасор (2016)[17]
- Чагатайи Боло→Аргувон (2004)[16]
- Чагатойдара→Гулдара (2004)[16]
- Чукамайрам→Гулбог[5]
- Чукмазори Таджик→Дехконобод[5]
- Шарифлакай→Шарифобод (2004)[16]
- Ширинбулок→Ширинчашма (2004)[16]
- Шомако→Навбахор (2004)[16]
- Эловар→Пандждех (2016)[17]
- Эскигузар→Бостон (2004)[16]
- Юмс→Гулисурх (2015)[18]
- Юмсурок→Файзрез (2015)[18]

### Гиссар
- Ханака→Гиссар, г (1929)[19]
- Бедак, сельская община→Джиргинак (1955)→Алмоси (1965)
- Карамкул, сельская община→Мирзо Турсунзода (2012)[20]
- Карамкуль, сельская община→Мирзо Ризо[5]
- Хонакох, сельская община→Сомон (2012)[20]
- Ноджи, сельская община→Навобод (1938)
- Октябрьский, пгт→Шарора
- 1 мая→Чашмаи мохиён (2012)[20]
- Авзикенти Боло→Хакими (2012)[20]
- Аскари сурх→Саховат (2012)[20]
- Бессимас→Аминиён (2012)[20]
- Бешбулок→Чашмасор (2012)[20]
- Большевик→Хосилот (2012)[20]
- Булоксайидон→Сайидон (2012) [20]
- Булокчинор→Чилчинор (2012)[20]
- Водонасосная→Обшорон
- Гулистон→Гулмайдон[5]
- Гулистон→Дехинав[5]
- Гулистон→Чаманистон[5]
- Гулистон→Хуснобод[5]
- Давлатманка→Хамдилон (2012)[20]
- Джангал→Гулистон→Бустон (1996)
- Джарак→Сафобахш (2012)[20]
- Джартеппа→Халкаруд (2012)[20]
- Джетикир→Хафттеппа (2012)[20]
- Джиндара→Гулдара (2012)[20]
- Джугиабад→Афгонобод
- Заря Востока→Хушманзара (2012)[20]
- Каганович→Пахтаобод
- Кайрогоч→Хайробод (2012)[20]
- Карамкул→Мехробод (2012)[20]
- Карахони→Гулисурх (2012) [20]
- Карапичок→Ниёгон (2012)[20]
- Карим-девона→Сохибдилон
- Кахрамон→Авзикент→Баракат (2012)[20]
- Келитош→Ободдара (2012) [20]
- Кизилкишлок→Мавлоншариф (2012)[20]
- Кипчок→Мехргон (2012)[20]
- Киров→Себистон (2012)[20]
- Кизил Юлдуз→Ситора (2012)[20]
- Кулмунда→Муминобод (2012)[20]
- Кушкак→Сабзазор[5]
- Комсомол→Дахбед (2012)[20]
- Лангар→Гайратобод[5]
- Лангари поён→Дехконобод
- МТС→Охангарон (2012)[20]
- Навабад→Гулхани[5]
- Навабад→Кучабоги[5]
- Навабад→Сахрои[5]
- Наврузбулок→Наврузи (2012) [20]
- Окулии боло→Сарчашма (2012)[20]
- Окулии поён→Сайёд (2012)[20]
- Октябрь→Манзар[5]
- Октябрь→Равшандилон (2012)[20]
- Правда→Чаманзор (2012)[20]
- Рохи Ленин→Шодмон (2012)[20]
- Социализм→Садокат (2012)[20]
- Сумбула→Равшан[5]
- Сухтачинор→Чинор
- Тошбулок→Сангчашма (2012) [20]
- Тула→Богистон (2012)[20]
- Умакай→Кишоварз (2012)[20]
- Умакайи Боло→Халкадашт (2012)[20]
- Учкул→Ангурзор (2012)[20]
- Учхоз→Джавонон
- Уртабуз→Ганджрез (2012)[20]
- Усунохур→Лолазор (2012) [20]
- Чагатай→Сугдиён (2012) [20]
- Чептураи Боло→Гулрез (2012)[20]
- Чуджали→Гулистон (2012) [20]
- Шуроби поён→Нурафшон (2012)[20]
- Халилобод→Истиклол
- Хелисой→Лабисой (2012)[20]
- Хофизкишлок→Хофизкада (2012) [20]
- Янгиобод→Намуна (2012)[20]
- Янгиобод→Шарафобод[5]

### Лахшский район
- Джиргатальский район→Лахшский район (2016)[21]
- Алга, сельская община→Сайлиобод (2022)[22]
- Джиргаталь, пгт→Вахдат (2008)
- Джиргатол, сельская община→Навруз (2022)[23]
- Кашот, сельская община→Истиклол (2022)[22]
- Муксу, сельская община→Лахши Боло (2022)[22]
- Сартало, сельская община→Саритал (2022)[22]
- Янгишахр, сельская община→Нурафшон (2022)[22]
- Ачикалма→Себистон (2022[22])
- Байлартоп→Самарманд (2022)[22]
- Гулама→Гулзорон (2022)[22]
- Джаилган→Чорсу (2022)[22]
- Джанджер→Навдиёр (2022)[22]
- Джилонди→Дашти мургон (2022)[22]
- Джиргатол→Сариосиёб (2022)[23]
- Джолболат→Навроха (2022)[22]
- Джултерак→Корвонгузар (2022)[22]
- Долона→Дулона (2022)[22]
- Домбрачи→Думбрасозон (2022)[22]
- Дувана→Мехробод (2022)[22]
- Занкон→Калаи Зангкуб (2022)[22]
- Казактар→Казокон (2022)[22]
- Каракенджа→Зарринруд (2022)[22]
- Карашура→Шириноб (2022)[22]
- Каромик→Тоджварон (2022)[22]
- Каросой→Хингсой (2022)[22]
- Карчин→Кухдоман (2022)[22]
- Кашкатерак→Сафедорак (2022)[22]
- Кашот→Сарипул (2022)[22]
- Кушагба→Дуагба (2022)[22]
- Куштегирмон→Осиёбон (2022)[22]
- Мингбулок→Хазорчашма (2022)[22]
- Мук→Муг (2022)[22]
- Мукур→Каёндех (2022)[22]
- Окджар→Сафедджар (2022)[22]
- Оксой→Сафеддара (2022)[22]
- Саргой→Доманакух (2022)[22]
- Сарикенджа→Лахш (2022)[22]
- Сартало→Саритал (2022)[22]
- Сасикбулок→Чашмасор (2022)[22]
- Сугат→Обшорон (2022)[22]
- Чар→Чордеха (2022)[22]
- Чонкиргиз→Зарбог (2022)[22]
- Чубай→Лолазор (2022)[22]
- Шилбили→Бушолон (2022)[22]
- Янгишахр→Хуррамшахр (2022)[22]
- Яраш→Дустобод (2022)[22]
- Ярмазар→Ёрмазор (2022)[22]

### Нурабадский район
- Дарбанд, район→Комсомолабад (1936)→Дарбанд (1991)→Нурабад (2003)
- Пумбачи, сельская община→Комсомолабад[5]→Мехробод (2021)[24]
- Навдонак, сельская община→Хумдон
- Самсолик, сельская община→Сафедчашма (2012)[25]
- Яхак-Юст, сельская община→Иззатулло Халимов (2012)[25]
- Айни→Сулх[5]
- Дарвешали→Галаба
- Дилхох→Бедихо
- Каланак→Инкилоб[5]→Каланак
- Калот→Хофизи Шерози
- Кумок→Хумрог (2021)[24]
- Лангар→Правда[5]→Лангар
- Навабад→Бародари[5]→Лабиджар
- Навабад→Садокат[5]
- Пумбачи→Комсомолабад[5]→Мехробод (2021)[24]
- Саримост→Сари-Пул
- Ходжаайни→Айни
- Ходжадушанбе→Ходжаи Шанбе
- Холибек→Шахрисабз

### Раштский район
- Гармский район→Раштский район (2001)
- Шульмак, пгт→Навабад (1960)
- Шульмак, сельская община→Рахимзода (1980)[26]
- Казнок, сельская община→Нусратулло Махсум (2004)[27]
- Аэропортовский→Фурудгох (2009)
- Биёвак→Истиклол[1] (2009)
- Булькос→Гульхани (2009)[28]
- Войдара→Бахористон[1] (2009)
- Ганчик→Гандждара (2009)
- Гарм→Додбахт (2009)
- Гарми боло→Сафедкух (2009)
- Дахани гумуш→Вахдат[1] (2009)
- Джингун→Баходуробод[1] (2009)
- Каврак→Кухдоман[1] (2009)
- Калайчак→Кала[1] (2009)
- Каралук→Чорбог (2009)[28]
- Карашахр→Хуррамшахр (2009)[28]
- Качаманди→Шахрисабз (2009)[28]
- Кизило→Мохи-Хоса[1] (2009)
- Кизрок→Дехконобод (2009)[28]
- Кишинбог→Богистон[1] (2009)
- Курчин→Джалолобод[1] (2009)
- Кулёвон→Навруз[1]
- Муджмат→Файзосор[1] (2009)
- Сиполинг→Мехробод (2009)[28]
- Таргак→Дехи-Махсум[1] (2009)
- Туратол→Дахбед (2009)[28]
- Утолак→Фидокор[1] (2009)
- Хилмони→Тагоба[5]
- Хулак→Бустон[1] (2009)
- Чугдара→Себистон[1] (2009)
- Чусал→Файзобод[1] (2009)
- Янголик→Муллобарот (2009)[28]
- Япалоки→Мехнатобод[1] (2009)

### Рогун
- Гурунг→Кандак
- Камаров→Чашмаи кулол
- Кукбулок→Дехконобод
- Себи Шохин→Кадиоб
- Худжа Валишох→Саидон
- Эшонон→Дустсолех

### район Рудаки
- Локай-Таджикский район→Кокташский район (1929)[19]→Ленинский район→район Рудаки (2003)[29]

- Ленинский, пгт→Сомониён (1999)
- 40-солагии Точикистон, сельская община→Сарикишти (2008)[30]
- Испечак, сельская община→Чоряккорон (2008)[30]
- Исамбай, сельская  община→Карахан Сардоров[5]→Эсанбой[30]
- Куктош, сельская община→Чоргултеппа (2008)[30]
- Куштеппа, сельская община→Россия (2008)[30]
- Мукумобод, сельская община→Кенгешобод→Зайнабобод[5]
- Оккургон, сельская община→Чимтеппа[30]
- Шайнак, сельская община→Чортеппа
- 12-ум км→Косибон[30] (2008)
- 18-ум Партсъезд→Дусти (2008)[30]
- 22-ум Партсъезд→Яккатут (2008)[30]
- Абдал→Мехнат[30] (2008)
- Аввалказак→Сабзазор[30] (2008)
- Анакулобод→Орзу (2008)[30]
- Арпабулок→Гулоб[30] (2008)
- Афгоно→Арбобхотун
- Бешкаппа→Гулибодом[30] (2008)
- Бешкаппаи Поён→Гулибодом (2008)[30]
- Большевик→Уртакенгаш[5]→Саховат (2008)[30]
- Большевики Боло→Гулкорон[30] (2008)
- Большевики Поён→Гулкорон[30] (2008)
- Бошбулок→Сарчашма[30] (2008)
- Галлабулок→Бахор[30] (2008)
- Гагарин→Бахористон
- Дарьёабад→Чинар[5]
- Джайрабулок→Армугон (2008)[30]
- Джомбулок→Чаманоро[30] (2008)
- Дитрова 1,2,3→Куштеппа (2008)[30]
- Дунгизулди→Бустон[30] (2008)
- Жалабулок→Балхи[30] (2008)
- Жданов→Оккургон[5]→Сомон[30] (2008)
- Ильич→Шараф[30] (2008)
- Кайрагоч→Зартеппа
- Кайрагочи боло→Болошахр
- Кайрагочи поён→Майсазор
- Камаров→Мадад (2008)[30]
- Карагаза→Маргзор (2008)[30]
- Каракамар→Карияикамар (2008)[30]
- Карл Маркс→Чилмехроб (2008)[30]
- Каробулок→Намозгах (2008)[30]
- Катасой→Хуснобод (2008)[30]
- Келтош→Истикбол[30] (2008)
- Кизил Аскар→Гулобод[30] (2008)
- Кизил Байрак→Икбол[30] (2008)
- Кизил Нишон→Механ[30] (2008)
- Кизил Пахтакор→Пахтакор (2008)[30]
- Кизил Юлдуз→Руми[30] (2008)
- Кизиларик→Ходжиён[30] (2008)
- Кизилкишлок→Лолазор[30] (2008)
- Кирма→Нафтобод[30]
- Киров (дж. Россия)→Алочабоф (2008)[30]
- Киров→Обишифо (2008)[30]
- Коммунизм→Гулпарвар (2008)
- Косабулок→Пистазор (2008)[30]
- Крупская→Корвон[30]
- Кукабулок→Зарчашма (2008)[30]
- Кулбулок→Иттифок[30] (2008)
- Кулбулоки Боло→Чашмасор (2008)[30]
- Кулбулоки Поён→Машъал (2008)[30]
- Кульбулок→Окбулок[5]→Себистон (2008)[30]
- Кызыл Байрок→Ходжабульбулон[5]
- Кызыл Байрок→Бешкенгаш[5]
- Ленин→Шафак[30]
- Ленинград→Мирзо Турсунзода
- МХОС→Сада (2008)[30]
- Медик→Табибон (2008)[30]
- Микоян→Садокат[30] (2008)
- Мингботман→Мехргон[30] (2008)
- Мингботман→Шаббода (2008)[30]
- Муллоэш→Баракат[30] (2008)
- Насосная→Навбахор (2008)[30]
- Нефтяник→Ганджобод[30] (2008)
- Окбулок→Сафедчашма (2008)[30]
- Оли Совет→Оли Сомон[30] (2008)
- Партизани сурх→Чорсу (2008)[30]
- Пахолсой→Чаманзор (2008)[30]
- Пахтакор 1, 2→Обчакорон[30]
- Подгора→Доманакух (2008)[30]
- Правда 1, 2, 3→Дехконобод (2008)[30]
- Птицевод→Истиклол[30]
- Сабзикорон→Сабзикор
- Совнарком→Адолат[30] (2008)
- Стаханов→Куктош (2008)[30]
- Стаханов→Шахристон[30] (2008)
- Таджикабад→Мирзочул[5]
- Тарикпоя→Чангоб (2008)[30]
- Тегирми→1 мая[31]
- Тошбулок→Офтобруя[30] (2008)
- Тузобод→Навруз[30] (2008)
- Тулкибулок→Худжабехоб (2008)[30]
- Тургок→Насими кухсор (2008)[30]
- Учкул→Мехробод (2008)[30]
- Худжакушкор→Худжахушхон[30] (2008)
- Чапаев→Сохибкорон (2008)[30]
- Чегам→Кухдоман[30] (2008)
- Шапкин→Фалакон (2008)[30]
- Шолипоя→Сароб[30] (2008)
- Шурбулок→Шурчашма (2008)[30]
- Шурманка→Ганджина (2008)[30]
- Шуртугай→Сайёд (2008)[30]
- Янгикургон→Янгикурилиш[5]→Навбунёд (2008)[30]
- Янгикургон→Мавлави[30] (2008)
- Янгимехнат→Файзоба[30]
- Янгиобод→Зарнисор (2008)[30]
- Янгиобод→Джавонон (2008)[30]
- Янгиобод→Караболчик[5]→Кала (2008)[30]
- Янгиобод→Хосилот[30] (2008)
- Янгиобод→Янгитурмуш[5]→Кишоварз[30] (2008)
- Янгихаёт→Хаёти Нав[30] (2008)
- Янгиюл→Мавдж[30] (2008)

### Сангворский район
- Тавильдаринский район→район Сангвор (2016)[32]
- Дейкалон, сельская община→Тавильдара[5]
- Сангвор, сельская община→Заршуён[33]
- Сурхобмост→Сарипул[5]

### Таджикабадский район
- Зарафшон, сельская община→им. Мунавваршо Шогадоева[5]→Зарафшон (2021)[34]
- Алмалик→Себистон[35]
- Дегильмони поён→Гуломон
- Дех-дихи→Бахор (2009)[35]
- Дехи Калон→Лангари Шох
- Кайирма→Кухдоман (2009)[35]
- Калдариён→Шахристон (2009)[35]
- Калисаригури→Саричашма (2009)[35]
- Камушбек→Зарнисор (2009)[35]
- Карашахр→Сафедорон (2009)[35]
- Карасагир→Гулрез (2009)[35]
- Келинбоки→Сурхкух (2021)[34]
- Кичикизи→Сарипул (2009)[35]
- Куглик→Сабзазор (2009)[35]
- Кудукак→Сардобак (2009)[35]
- Кули мирзанги→Анвар Каландаров (2009)[35]→Анваробод (2021)[34]
- Кули хучак→Бустон (2009)[35]
- Мазори Боло→Обшорон (2023)[36]
- Мазори Поён→Охангарон (2023)[36]
- Мазори Шинг→Зарафшон[5]→Шинг (2021)[34]
- Метаниён→Файзбор (2009)[35]
- Муллотемур→Зафаробод
- Тарбулок→Ширинчашма (2009)[35]
- Утоли Поён→Обисафед (2009)[35]
- Утоли Боло→Чашмасорон (2009)[35]
- Шаврикиён→Шаркиён (2009)[35]
- Эбги→Сумандара (2009)[35]

### Турсунзаде
- Регар, г.→Турсунзаде (1978)

- 1 мая, сельская община→Турсун Туйчиев (2012)[37][38]
- Гарав, сельская община→Регар (2012)[37][38]
- Узбеконтеппа, сельская община→Чапаев→10-летия Независимости[5]
- Чиртак, сельская община→Пахтаобод[5]
- 7 Кавалерийская бригада→Хайробод (2012)[37]
- Арши оби→Маданият (2012)[38]
- Аскари сурх→Зарнисор (2012)[38]
- Бешкаппа→Хайробод (2012)[38]
- Бештеппа→Сардор Раджабов (2012)[37]
- Бугалак→Байналмилал (2012)[37]
- Галоботур→Истиклол (2012)[37]
- Говмеш→Дехконобод (2012)[37]
- Гурумсой→Навруз (2012)[38]
- Джаврат→Мохинав (2012)[37]
- Джаркишлок→Коммуна[5]→Дусти (2012)[37]
- Джатта→Махмуд Эшназаров (2012)[37]
- Дурбент→Дурбед (2012)[38]
- Дурман→Иттифок (2012)[37]
- Жданов→Бобониёз Тошев
- Камбар→Юлдош Ашуров (2012)[38]
- Каратевал→Темурмалик (2012)[37]
- Карони→Канори (2012)[37]
- Келдибулок→Лолазор (2012)[38]
- Кетмон-чепти→Хидоят (2012)[37]
- Кизил-йул→Вахдат (2012)[37]
- Киров→Ахорун (2012)[38]
- Коммуна→Сайдали Табров (2012)[38]
- Коракуз→Кухсор (2012)[38]
- Кузибача→Ортик Джумаев (2012)[37]
- Кулоктеппа→Рохати (2012)[37]
- Кунгир→Мир Саид Алии Хамадони (2012)[37]
- Кунгирот→Бустон (2012)[37][38]
- Курбонкуса→Исмоили Сомони (2012)[38]
- Кушбулок→Имоми Аазам (2012)[38]
- Максим Горький→Бахористон
- Мингтут→Намоз Кучаров
- Навотбулок→Ширинчашма (2012)[38]
- Негматбача→Мархамат[5]
- Новасой→Нурафшон (2012)[38]
- Нолбекиоби→Куйбышев[5]→Дахбед (2012)[38]
- Нура-ости→Намуна (2012)[38]
- Ободон→Тоиб Туйчиев (2012)[38]
- Оккургон→Обида Нумонова
- Окмазор→Олимобод (2012)[38]
- Окмачит→Шахрисабз (2012)[37]
- Октеллак→Файзобод (2012)[37]
- Октош→Навбахор (2012)[37]
- Олтинчилав→Мехробод (2012)[38]
- Пахташиркат→Гайрат
- Работ-2→Хуснобод[5]
- Свердлов→Иброхим Бозоров (2012)[38]
- Тегирмон→Мехргон (2012)[37]
- Товабулок→Сарчашма (2012)[38]
- Тошгузар→Хуррамзамин (2012)[37]
- Тошкалок→Сангкала (2012)[37]
- Тошобод→Богиирам (2012)[37]
- Уро-ур→Обшорон (2012)[37]
- Фрунзе→Аскарали Мирзоев
- Чайратеппа→Боки Рахимзода (2012)[38]
- Чапаев (дж. Т. Туйчиев)→Гулистон (2012)[37]
- Чинор-1→Чапаев (дж. 10-солагии Истиклолият)[5]→Бахтовар (2012)[37][38]
- Чинор 2-3→Шарк[5]
- Чингиров→Бахор (2012)[37]
- Чириштеппа→Саади Шерози (2012)[38]
- Чоштеппа→Зарафшон (2012)[38]
- Чукуркишлок→Ифтихор (2012)[37]
- Уро-ур→Шодлик[5]→Шодиёна (2012)[37]
- Шодмон-казок→Шодмон (2012)[37]
- Эфиронос→Анчибар (2012)[38]
- Янгиарик→Джовидон (2012)[38]
- Янгикишлок→Навобод (2012)[37]
- Янгикишлок→Нуристон[5]
- Янгиобод→Хаётинав (2012)[37]
- Яхшиобод→Самарканд (2012)[38]

### Файзабадский район
- Вашгирд, сельская община→Бахор (2024)[13]
- Гумбулок, сельская община→Мехробод
- Карабулок, сельская община→Бустон
- Мискинабад, сельская община→30-летия независимости, пгт (2022)[39]
- Файзобод, сельская община→им. Дустмурода Алиева (2014)[40]
- Ходжимард, сельская община→Джавонон (1955)[41]
- Дарагиян, пгт→Файзабад (1969)→Вашгирд (2024)[13]
- Биникулута→Файзрез (2015)[42][43]
- Бунгакиён→Дурахшон (2015)[42][43]
- Гумбулок (поён, боло, миёна)→Мехробод (поён, боло, миёна)
- Дараи аловак→Дусти (2024)[13]
- Дарашон→Файзабад (1929)[19]
- Джавонон→Худжамард (2024)[13]
- Джойникуди→Чилчашма[44]
- Зулмобод→Арзанова
- Калоши→Бахористон (2015)[42][43]
- Калаишоди→Шифобахш (2015)[42][43]
- Кангели→Зарнисор (2024)[13]
- Карабулок→Бустон
- Кашкароха→Орифон (2015)[42][43]
- Кошкари→Сино (2015)[42][43]
- Кулабад→Фатхабад[5]
- Кулобод→Хуросон (2015)[42][43]
- Кулул→Чорбог (2015)[42][43]
- Куруг→Навбахор (2015)[42][43]
- Лакаён→Офтобруя[1]
- Навобод→Галлакор[5]
- Навабад→Комсомол[5]
- Оби Файзобод→Оби Шифо (2024)[13]
- Пионеробод→Заркамар[1]
- Секишлока→Себзор (2015)[42][43]
- Субулок→Чашмасор[1]
- Такназари→Сомониён (2015)[42][43]
- Тарбулок→Ширинчашма[45]
- Тиён→Кухсор (2015)[42][43]
- Факиробод→Обшорон (2022)[39]
- Хайтак→Гулафшон (2015)[42][43]
- Шулашак→Себистон (2015)[42][43]

### Шахринавский район
- Каратагский район (1927)→Шахринавский район (1929)

- Октябрьское, пгт→Мирзо Турсунзаде[46]
- Кадиджуйбор, сельская община→Шахринав[5]
- Джузи, сельская община→Чуст[1]
- Сельбур, сельская община→Истиклол[1]
- Чептура, сельская община→им. Акбара Хасанова[5]
- Агровинпром Шахринав→Таджикистан[5]
- 8 марта→Гулреза (2021)[47]
- Бешбулок→Обшорон (2013)[46]
- Бузук→Нуробод (2013)[46]
- Джамбул→Абдуррахмон Джоми (2013)
- Джарбулок→Сафобахш (2021)[47]
- Джарбулоки боло→Чашмасор (2013)[46]
- Джарбулоки миёна→Джавонон (2013)[46]
- Джарбулоки поён→Дехобод (2013)[46]
- Дурманбулок→Лолазор (2013)[46]
- Заводи хишт→Коргарон (2013)[46]
- Карасой→Кухдоман (2021)[47]
- Каттадолон→Долондех (2021)[47]
- Каттабуйиникингир→Хаётинав (2013)[46]
- Каттачикургон→Мехнатобод (2013)[46]
- Кахрамон→Зафар[5]
- Кизилбулок→Файзобод (2013)[46]
- Кизилоктябрь→Файзбахш (2013)[46]
- Киргизон→Дехконобод (2013)[46]
- Кичикбуйникингир→Бустон (2013)[46]
- Кичикчимкургон→Чаманоро (2013)[46]
- Кофиркала-1→Бахористон (2013)[46]
- Кофиркала-2→Офтобруя (2013)[46]
- Кутарма→Зарнисор (2013)[46]
- Кызылбайрак→Аджам (2013)[46]
- Ленин→Хабибулло Назаров (2013)[46]
- Маркобод→Мехргон (2013)[46]
- Муллошоди→Навбахор (2021)[47]
- Ойим-1→Шараф (2013)[46]
- Ойим-2→Ободон (2013)[46]
- Ойим-3→Баракат (2013)[46]
- Омада→Пахтакор (2021)[47]
- Откамок→Иттифок (2013)[46]
- Плодопитомник→Богистон[5]
- Селбур-1→Селбури боло (2021)[47]
- Селбур-2→Селбури поён (2021)[47]
- Советобод→Гулистон (2013)[46]
- Тошохур→Гулобод (2013)[46]
- Тоштеппа→Рохинав (2013)[46]
- Турбакала→Хосилот (2013)[46]
- Турбакала-1→Бахор (2013)[46]
- Турбакала-3→Дусти (2013)[46]
- Турбакала-4→Вахдат (2013)[46]
- Умбар→Чашмаи нур (2021)[47]
- Учхоз→Абулькосим Фирдавси (2013)[46]
- Уроур→Сугдиён (2013)[46]
- Худжии поён→Ходжагулпуш (2013)[46]
- Чептура→Шахринав (1932)
- Чептура→Шарифобод (2013)[46]
- Чузии боло→Навруз (2013)[46]
- Чукурдолон→Гулисурх (2021)[47]
- Чул→Гулдара (2021)[47]
- Шахидон→Бахтобод
- Шур→Чашмаи мохиён (2021)[47]
- Янгиташкил→Дахбед (2013)[46]

## Согдийская область
- Ленинабадская область→Согдийская область (2000)
- Табошар, г.→Истиклол (2011)[48]
- Ходжент, г.→Ленинабад (1936)→Худжанд (1991)
- Чкаловск, г.→Бустон (2016)[49]

### Айнинский район
- Варзиминорский район→Захматабадский район (1930)→Айнинский район (1955)
- Захматобод, сельская→Айни[5]
- Пасрут, сельская община→Фандарья[5]
- Реват, сельская община→Дардар[5]
- Джиджикруд→Зарафшан пгт (1952)
- Варзиминор→Захматабад (1933)→Айни (1955)
- Засун→Захмят-Абад (1929)[19]→Зосун

### Аштский район
- Шайдан→Ашт, пгт (1929)[19]→Шайдон
- Джарбулок, сельская община→Ориён (2012)[48]
- Камишкургон, сельская община→Мехробод (2012)[48]
- Кирккудук, сельская община→Ифтихор (2013)[50]
- Аппони боло→Эгамберди Ходжамбердиев (2012)[51]
- Ашти поён→Ашти Пойин (2024)[13]
- Бобокир→Бобохайр[52]
- Булок→Кахрамон (2013)[50]
- Годж→Сарипуль (2013)[50]
- Ёпугли→Мархамат[1]
- Камишкургон→Худжистон (2016)[53]
- Кароказон→Чохи Исфахон (2021)[33]
- Каттасаркамиш→Найистон (2024)[13]
- Купрукбоши→Сари Хавз (2013)[50]
- Кургонча→Калача (2016)[53]
- Курук→Саро
- Олма→Себистон (2013)[1][50]
- Сарваки боло→Чарогон (2013)[50]
- Саркамиш→Сарсабз (2021)[33]
- Тоджик окджар→Лаби дарё (2013)[50]
- Узбек окджар→Сохили Сир (2013)[50]
- Янгисарой→Шахринав (2013)[50]

### Гафуровский район
- Ходжентский район→Гафуровский район
- Ходжент, пгт→Советабад→Гафуров
- им. Азизова, сельская община→Исфисор[5]
- Катаган, сельская община→Зарзамин (2012)[48]
- Чкаловск, сельская община→Кистакуз[5]→Хистеварз (2012)[48]
- Пахтакор, сельская община→Дадобой Холматов[1]
- Самгар, сельская община→Исмоил[5]
- Уткансой, сельская община→Чашмасор (2012)[48]
- 11 лет Октября, клх.→Хаёти нав
- Аждарли→Ориён (2021)[33]
- Айнабулок→Чашмаи зулол (2013)[54]
- Апон→Оламтоб (2013)[54]
- Бегули→Барфоб (2013)[54]
- Бошкурук→Зарнишон (2013)[50]
- Водник→Обшорон (2013)[54]
- Гулистан→Даштобод[5]
- Джаркутан→Испандзор (2013)[54]
- Джавпузли→Доманакух (2013)[54]
- Джингилик-1→Кухсор (2013)[54]
- Джингилик-2→Сарчашма (2013)[54]
- Дунгбулок→Сечашма (2013)[54]
- Капали→Насимобод (2013)[54]
- Катаган→Зарзамини Нав (2012)
- Кароджингил→Заркон (2018)[55]
- Каторбулок→Мевагул (2013)[54]
- Катта-айри→Худжаобод (2013)[54]
- Каттаолчали→Олучазор (2018)[55]
- Кизилбулок→Сурхчашма (2013)[54]
- Кипчок→Сабзазор (2013)[54]
- Кистакуз→Хистеварз (2012)[1]
- Кичик-айри→Дехконобод (2013)[54]
- Кичиколчали→Арчазор (2018)[55]
- Кок→Дашти калон (2013)[54]
- Комсомольский→Джавони (2013)[54]
- Котма→Шохиён (2012)
- Куйбышев→Заркорон (2013)[54]
- Куйбышева, клх. им.→Пахтаобод
- Куптулук→Дашти амин[1]
- Кургонтеппа→Зартеппа (2012)[50]
- Кургонча→Кухандех (2021)[33]
- Кушмола→Сардоб (2013)[54]
- Куюктол→Чаманзор[1]
- Кызылкишлок→Сумчак
- Леноп→Гулбог[5]
- Максим Горький→Дашти Амин (2018)[55]
- Машраб→Намуна (2013)[50]
- Ойнабулок→Чашмаизулол[1]
- Окарик→Мусаффо (2013)[50]
- Окбулок→Сафедчашма (2013)[50]
- Оккур→Кондара (2018)[55]
- Октош→Чашмаи хаёт[1]
- Олмали→Себистон (2013)[54]
- Осарик→Бузургон[1]
- Социализм→Сохилоб (2018)[55]
- Терак→Сафедорон (2018)[55]
- Такли→Гиёхдара (2013)[54]
- Теракли→Сафедорак (2013)[54]
- Тол→Яккабог (2013)[54]
- Тол (дж. Чашмасор)→Яккабед (2018)[55]
- Тупчок→Дараи боло (2013)[54]
- Учбог→Боги боло (2018)[55]
- Уяс→Охучашма (2018)[55]
- Четик→Шаббода (2013)[54]
- Чимдакоил→Саричашма (2013)[50]
- Хилваткургон→Калъаманор (2021)[33]
- Хомработ→Некрох (2013)[54]
- Хулбабулок→Хулбазор (2013)[54]
- Янгиер→Фаровон (2013)[54]
- Янгикишлок→Шамсобод (2013)[54]
- Янгикургон→Дехсор (2021)[33]
- Янгимехнат→Навруз[1]
- Янгиобод→Даштобод (2013)[50]

### Горно-Матчинский район
- Матчинский район→Горно-Матчинский район (1996)
- Мадрушкент→Матча (1929)[19]→Мадрушкат
- Мастчох→Мехрон

### Гулистон
- Ходжент (1957)→Кайраккум (1962)→Гулистон (2016)[21]
- Алтын-Топкан, пгт→Зарнисор
- Замбарак→Гульшан (2012)[56]
- Каромазор→Зарчашма (2012)[56]
- Каскана→Навобод (2012)[56]
- Тариэкан→Гульдара (2012)[56]

### Джаббар-Расуловский район
- Пролетарский район→Джаббар-Расуловский район (1991)
- Пролетар, пгт→Мехробод (2016)[57]
- Узбеккишлок, сельская община→Сомониён (2013)[58]
- Янгихаёт, сельская община→Хаётинав (2012)[48]
- Арик→Абдусаттор Назаров[1]
- Дустлик→Дусти (2013)[58]
- Иторчи→Бахтовар (2013)[58]
- Казнок→Заркор (2012)[48]
- Кайрагоч→Лолазор (2012)[48]
- Карокамар→Кавсар (2013)[58]
- Каттадам→Саричашма (2012)[48]
- Кичикдам→Бахори (2012)[48]
- Куланбоши→Гулистон (2012)[48]
- Октеппа→Нурафзо (2013)[58]
- Оламабароз→Зархез (2013)[58]
- Чирик→Бахористон (2012)[48]
- Янгикишлок→Навбунёд (2013)[58]
- Янгиобод→Мехргон (2013)[58]
- Янтокзор→Гулафшон (2013)[58]

### Деваштичский район
- Ганчинский район→район Деваштич (2016)[21]
- Калаи Мирзобой, сельская община→Калининобод[5]→Исмоили Сомони (2011)[48]
- Овчи, сельская община→Вахдат (2011)[48]
- Янгиарик, сельская община→Ганчи→Газантарак
- Анбаргаз→Анбарин (2011)[48]
- Бешкал→Панджбог (2011)[48]
- Дам→Бахт (2011)[48]
- Джари Гуломкуш→Богистон (2011)[48]
- Иторчи→Истиклол (2011)[48]
- Каробуин→Гулобод (2011)[48]
- Кенагас→Мехробод (2011)[48]
- Кизили→Лолазор (2011)[48]
- Кийгир→Шохин (2011)[48]
- Кучкина→Нуробод (2011)[48]
- Мангит→Зароб (2011)[48]
- Муярик→Офтобру (2011)[48]
- Уртакурган→Хазорчашма (2011)[48]
- Чагат→Гулшан (2011)[48]
- Хуштоири Джар→Ходжа Тохир (2011)[48]
- Эшонкургон→Калаи Эшон[1]
- Янгиарики боло→Дархон (2011)[48]
- Янгиарики поён→Зарнисор (2011)[48]

### Зафарабадский район
- Айни, пгт→Зафаробод[5]
- Пахтакорон, пгт→им. Хамида Алиева→Сугдиён (2021)[33]
- 50-лет Октября→Зафар (2013)
- Джами→Заррез (2023)[59]
- Джоми→Сомониён (2021)[33]
- Дустлик, свх→Бахт
- Ишкили→Чашмасор (2013)[50]
- Кипчок→Хайробод (2013)[50]
- Комсомол→Зарафшон (2013)[50]
- Питомсовхоз→Навбахор

### Истаравшан
- Ура-Тюбе→Истаравшан (2000)
- Большевик, сельская община→Коммунизм→Зархалол (2012)[48]
- Ленинобод, сельская община→Чорбог (2012)[48]
- Правда, сельская община→Калачаи Калон (2012)[60]
- Фрунзе, сельская община→Сабристон (2012)[48]
- Мургпарвари, пос.→Симург (2012)[60]
- Бафои→Вафои (2024)[13]
- Боявут→Сабзазор (2018)[55]
- Гайрат→Гулистон
- Джарбулок→Кухандиж (2021)[33]
- Карасакол→Кадамджо (2012)[60]
- Кармиши тоджик (Кармиш)→Сугдиёна (2012)[60]
- Курук→Сеосиёб (2018)[55]
- Маданият→Суфи-Ориф
- Найман→Файзи Истиклол (2012)[60]
- Обкарчагой→Обизулол (2018)[55]
- Парчаюз→Навганда (2012)[60]
- Пашши Таджик→Чашмасор[5]
- Саричияк→Саричак (2024)[13]
- Сармисолик→Ширинчашма (2012)[60]
- Тапкок→Бодомзор (2018)[55]
- Тошбек→Курушкат (2018)[55]
- Тукузджелак→Ковиён (2018)[55]
- Уяли→Навкат (2018)[55]
- Уяс→Ободдара (2018)[55]
- Хавотог→Шодобдех (2021)[33]

### Исфара
- КИМ, пгт→Нурафшон (2012)[48]
- Шахрак, сельская община→Зумрад (2021)[33]
- Арабкишлок→Яккачинор (2012)[61]
- Карабог→Чорбог (2012)[61]
- Кизил-Пилол→Заркух (2012)[61]
- Киргиз-махалла→Гулистон
- Майский→Сомониён
- Матпари→Мохпари (2021)[33]
- Мачои→Октябрьское→Ходжаи Аало
- Найман→Сароб (2016)[57]
- Чоркишлок→Чордех (2021)[33]
- Янгиобод→Хушобод (2012)[61]

### Канибадам
- Ворошиловский, сельская община→им. Гафурджона Ортикова[5]→Фирузоба (2021)[33]
- Ниязбек, сельская община→им. Эргаша Шарипова[5]→Кухандиёр (2021)[33]
- Калинин, пос.→Сайхун (2012)[62]
- Махрам, сельская община→им. Лохути[5]
- Ботиркургон→Пахлавонкала (2012)[62]
- Дашткароянток→Файзбор (2012)[62]
- Гагарин→Махрам
- Жданов→Галчамулло
- Инкилоб→Дехконобод
- Кайрогоч→Ободон (2012)[48]
- Калинин→Сайхун[1]
- Каракчикум→Джахонзеб (2016)[57]
- Кизил Нур→Нурафшон (2018)[55]
- Кургонча→Хисорак
- Новостройка→Лохути[63]
- Тагойкуйчи→Истиклолият (2012)[48]
- Тутикавола→Гулбог
- Социализм→Каракчикум
- Ударник→Пахтакор
- Мингбой→Пахатакор[64]
- Фрунзе→Каракчикум
- Чигдалик→Санджитзор
- Шахидкароянток→Диловарон (2016)[53]
- Шуркургон→Шуробкалъа
- Яккатерак→Сафедорак (2016)[53]
- Янги-Кучкак→Сомониён (2012)[48]
- Янги Равот→Работи Нав (2018)[55]

### Матчинский район
- Куруксой, пгт→Обшорон (2012)[48]
- Такели, пгт→Сугдиян (2012[48])
- Янтак, пгт→Бустон[5]
- Авзикент, сельская община→Навбахор (2012)[48]
- Янтак, сельская община→Бустон, поселковая община
- Авзикент→Хушманзара (2013)[54]
- Апон→Мехровар (2013)[54]
- Гарав→Гулзор (2013)[54]
- Джарбулок→Наврузи (2013)[54]
- Джумабой-Ота→Навнихол (2013)[54]
- Етимчуки→Вахдатобод (2013)[54]
- Казах-аул→Казокобод→Файзобод (2013)[54]
- Каналёка→Файзи (2013)[54]
- Карингул→Сайри чаман (2013)[54]
- Карокушхона→Сафо (2013)[54]
- Комсомол→Азизобод
- Куруксой→Чаманистон (2013)[54]
- Кучкорли→Кухдара (2013)[54]
- Кушкудук→Нурофарин (2013)[54]
- Мишикул→Зарнигор (2013)[54]
- Таракент→Тораканд (2013)[54]
- Тошбулок→Сангчашма (2013)[54]
- Тутли→Тутзор (2013)[54]
- Уммати→Заркон (2013)[54]
- Уртакишлок→Чаманоро (2013)[54]
- Учбулок→Гулрез (2013)[54]
- Ферегат→Рахмонобод
- Чувулок→Оби шифо (2013)[54]
- Шакарбулок→Шакарчашма (2013)[54]
- Янгиобод→Навбахор (2013)[54]

### Пенджикент
- Колхозчиён, сельская община→им. Лоика Шерали (2006)[65]
- Куляли, сельская община→им. Рудаки[5]
- Куштеппа, сельская община→им. Халифа Хасана
- Чимкурган, сельская община→Саразм
- Абдусамад→Самадобод (2021)[33]
- Авазали→Шохгузар (2021)[33]
- Бустон→Навбахор
- Гарибак→Озодагон (2012)[48]
- Гезани поён→Гезани Пойин (2024)[13]
- Джомбулок→Джомчашма (2016)[53]
- Зарангбош→Зарфишон (2012)[48]
- Камартош→Камардашт (2016)[53]
- Каттакишлок→Хуррамобод (2012)[48]
- Кашка→Майсазор (2012)[66]
- Киёкли→Хафтруд[52]
- Кизилджар→Зарринруд (2016)[53]
- Киркарча→Чиларча (2012)[66]
- Кичикшурнова→Шуроноваи хурд (2016)[53]
- Киштудаки Поён→Киштудаки Пойин (2024)[13]
- Кумсой→Сохил (2021)[33]
- Куктош→Кабудсанг (2016)[53]
- Куштеппа→Наврузтеппа[52]
- Майдони Могиён→Могиёнмайдон (2024)[13]
- Мугулони поён→Сафобахш (2016)[53]
- Пуштикургон→Пуштакух (2021)[33]
- Раджабали→Раджабобод (2021)[33]
- Рашнаи поён→Рашнаи Пойин (2024)[13]
- Советобод→Рукнобод (2012)[48]
- Сойи Вешист→Нови Вешист (2024)[13]
- Сохибназар→Шохканд (2021)[33]
- Тегирмон→Нури Зиндаги (2012)[66]
- Тегирмонтеппа→Осиёбтеппа (2016)[53]
- Тешиктош→Баракат (2012)[66]
- Тоджиккишлок→Мехр (2012)[66]
- Тошкутан→Томирис (2012)[66]
- Тошминор→Нуристон (2012)[66]
- Уртакишлок→Бостондех (2012)[66]
- Уртакишлок→Миёндех (2024)[13]
- Чимкургон→Чимкала (2012)[66]
- Хирсхона→Ганчи нихон[52]
- Хумори гунг→Кухи[1]
- Хушёри→Хушор (2024)[13]
- Ялокджар→Шаршара (2012)[66]
- Янакишлок→Кухдоман (2012)[66]
- Ямонкия→Яккасада (2012)[66]

### Спитаменский район
- Науский район→Спитаменский район (2003)[67]
- Нау, пгт→Навкат (2016)[68]
- Куркат, сельская община→Куруш (2012)[48]
- Куштегирмон, сельская община→Сарбанд (2012)[69]
- Нов, сельская община→Турсун Улджабоев (2012)[48]
- Октеппа, сельская община→Истиклол (2012)[48]
- Фармонкургон, сельская община→Хуррамзамин (2012)[69]
- Бошбулок→Джовидон (2012)[69]
- Каллахона→Озариён (2012)[69]
- Куйибугай→Рогун (2012)[69]
- Куштегирмон→Сариосиё (2016)[53]
- Октеппа→Сафедтеппа (2016)[53]
- Саидкургон→Саидкала (2016)[53]
- Самгур→Платина
- Тошкуприк→Иттифок (2012)[69]
- Фармонкургон→Фармонкала (2016)[53]

### Шахристанский район
- Янгикургон, сельская община→Бунджикат (2012)[70]
- Бураген→Фирдавси (2012)[48]
- Верхний Дальян→Шахристан (1929)[19]
- Ишкили→Бустон (2012)[48]
- Каерма→Вахдат (2012)[48]
- Карабчи→Гулистон (2012)[48]
- Кенгкул→Истиклол (2012)[48]
- Куликутан→Хисор (2012)[48]
- Кушкургон→Сугдиён (2012)[48]
- Мукур→Бакробод (2012)[70]
- Тавокбулок→Чашма (2012)[48]
- Увок→Себзор (2012)[70]
- Урохли→Темурмалик (2012)[48]
- Чаркутан→Турсунзода (2012)[48]→Чилхуджра (2021)
- Холдоркипчок→Ободи (2012)[48]
- Янгикургон→Навкент (2012)[48]

## Хатлонская область
- Курган-Тюбе, г.→Бохтар (2018)[71]

### Бальджуванский район
- Дектур, сельская община→Сайф Рахим (2014)[72]→Сафобахш (2024)[73]>
- Саталмуш, сельская община→Сафар Амиршоев (2014)[72]→Куханшахр (2024)[73]
- Точикистон, сельская община→Сафедчашма (2024)[73]
- Анабой→Зармайдон (2024)[73]
- Беди бахтурай→Дахбед (2024)[73]
- Бобохоншахид→Шахидбобохон[1]
- Боймирзо→Маликдашт (2024)[73]
- Болдой→Обшорон (2014)[72]
- Дашти джанток→Даштировез (2024)[73]
- Дектур→Зарнисор (2014)[72]
- Джаркуруг→Сафардех (2024)[73]
- Кайрубак→Чашмасор (2014)[72]
- Инакбой→Ширинчашма (2014)[72]
- Карокамари эшонхо→Самар (2014)[72]
- Карокамари узбекхо→Некмардон (2014)[72]
- Кучабулок→Дехбаланд (2024)[73]
- Охбулок→Симчашма (2024)[73]
- Салохбек→Шифочашма (2014)[72]
- Саталмуш→Навбахор (2014)[72]
- Сероба→Файзобод
- Сияхлояк→Бахорак (2024)[73]
- Солмолидашт→Хомиён (2024)[73]
- Сулдузи→Ялдиж (2024)[73]
- Тойдара→Хазораспон (2024)[73]
- Тошбулоки боло→Чашмасанги боло (2014)[72]
- Тошбулоки поён→Чашмасанги поён (2014)[72]
- Туркон→Заркамар (2024)[73]
- Узунохур→Чиноро (2024)[73]
- Хильсони→Холдорчашма
- Чилатош→Хуррамдех (2014)[72]
- Чолтош→Заркух (2014)[72]

### район Балхи
- Кагановичабад, район (1934)→Колхозабад (1957)→Джалолиддини Руми (2007)→Джалолиддини Балхи (2016)[74]
- Гулистан, сельская община→Маданият[5]
- Тугаланг, пгт→Кагановичабад (1934)→Колхозабад (1957)→Балх (2017)[75]
- Калинин, сельская община→Навбахор (2024)[73]
- Тугаланг, сельская община→Халевард (2017)[75]
- Узун, сельская община→Золи Зар (2021)[34]
- Фрунзе, сельская община→Навои (2021)[34]
- 1 мая→Галаба[5]
- 6-й насос→Даштиайдон (2024)[73]
- Большевик→Бадахшан[5]
- Большевик→Чорсу (2024)[73]
- Будённый→Ангурзор (2024)[73]
- Бурбулок→Чашма (2024)[73]
- Гагарин→Лолазор (2024)[73]
- Гишмазор→Маданият[5]→Катортут (2024)[73]
- Докучаев→Зардоман (2024)[73]
- Ёвонобод→Ёвондех (2024)[73]
- Жданов→Абдурахмон Джоми
- Иттифок→Лагмондиж (2024)[73]
- Ленин→Дехконобод (2017)[75]
- Казокабад→Кухи Сурх (2024)[73]
- Калининобод→Хунармандон (2024)[73]
- Карл Маркс→Оби Равон (2024)[73]
- Кизил-Точикистон→Асадулло (2017)[75]
- Кизил-Юлдуз→Лабиоб (2024)[73]
- Кизилбайрак→Бофандагон (2024)[73]
- Киров→Даштобод (2021)[34]
- Коминтерн→Янгийул[5]
- Коминтерн→Кизиласкар[5]
- Коминтерн→Кишоварзон (2017)[75]
- Коммунизм→Саид Кароматулло (2017)[75]
- Коммунист→Гагджобод (2024)[73]
- Коммунист→Коммунар[5]→Ободдех (2024)[73]
- Комсомол→Дахана (2024)[73]
- Ленин→Зархез (2024)[73]
- Ленинград→Корвонсарой (2024)[73]
- Ленин-юли→Абдулло (2017)[75]
- Лохути→Ешюрак[5]→Лохути→Асадобод (2024)[73]
- Максим Горький→Талхачашма (2024)[73]
- Марат→Санамдех (2024)[73]
- Мехнат→Гулмайдон (2024)[73]
- Микоян→Шахтёр[5]
- Мичурин→Зарбахш (2024)[73]
- Москва→Зарзамин (2021)[34]
- Навабад→Шахринав[5]
- Остановка Кирова→Вахё (2024)[73]
- Панджсола→Навкат (2024)[73]
- Парижская Коммуна→Шуроб (2024)[73]
- Пахтаарал→Вахшруд (2024)[73]
- Правда→Сабздех (2024)[73]
- Правда→Хазорчашма[5]
- Путь Ленина→Зарводи (2024)[73]
- Рохи Сталин→Кахрамон[5]
- Социализм→Гайрат[5]
- Социализм→Пахтаобод[5]
- Сталин→Фрунзе[5]
- Ташробод→Сабздашт (2021)[34]
- Тельмон→Обшорон (2024)[73]
- Тераклитог→Кадамджо (2024)[73]
- Узбекабад→Балхиён (2024)[73]
- Узун→Шохрох (2024)[73]
- Уртабуз→Зартеппа (2024)[73]
- Уртабуз→НКВД[5]→Чорбог (2017)[75]
- Учкун→Камолиён (2024)[73]
- Фрунзе→Мукимиён (2024)[73]
- Фрунзе→Хакикат[5]→Катордех (2024)[73]
- Фурманов→Боггахи (2024)[73]
- Хлопкороб→Гулрез (2024)[73]
- Хосилот→Обчакорон (2021)[34]
- Чапаев→Навруз (2017)[75]
- Чкалов→Шурзамин (2024)[73]
- Шахтёр→Заркон (2024)[73]
- Энгельс→Файзкат (2024)[73]
- Янги Турмуш→Хаёти Нав (2024)[73]
- Янги Юл→Богистон (2024)[73]
- Янгиабад→Навдиёр (2024)[73]
- Янгиер→Хкррамзамин (2024)[73]
- Янгиобод→Железнодорожный[5]→Истгохи Рохи Охан
- Янгитурмуш→Кызылнур[5]

### Вахшский район
- Киров, пгт→Зарнисор (2024)[73]
- Болгабоскан, сельская община→Таджикабад[5]Файзи Истиклол (2024)[73]
- Окгоза, сельская община→20-летия независимости Таджикистана[1]
- Рохи Ленин, сельская община→Рудаки[1]
- Янгиобод, сельская община→Вахдат[1]
- 1 мая→Нуробод (2015)[76]
- 50-летия Комсомола→Чорбог (2015)[76]
- 8-е марта→Гулзамин (2024)[73]
- Ботуробод→Баходурон (2024)[73]
- Дунгизадир→Баракат (2015)[76]
- Казокон→Пистазор (2015)[76]
- Карабодом→Гулибодом (2015)[76]
- Караланг→Дехконобод (2015)[76]
- Кизилсой→Гулбог (2024)[73]
- Кизилтумшук→Файзбахш (2015)[76]
- Куйбышев→Хаётинав[5]
- Куйканак→Мехробод (2015)[76]
- Кучкорбулок→Офтобруя (2015)[76]
- Кушкудук→Иттифок (2015)[76]
- Куштеппа→Кушктеппа (2024)[73]
- Ленин→Баракат (2024)[73]
- Ленинград→Зархез (2015)[76]
- Мардатсой→Муроддех (2024)[73]
- МОПР→Дурахшон (2024)[73]
- Москва→Пахтакор
- Окгаза→Сафеддашт (2024)[73]
- Октеппа→Сафедпушта (2024)[73]
- Пахтакайнар→Саъдии Шерози
- Перепадная→Шаршара (2015)[76]
- Посёлок 2-й→Сталинград→Рудаки[5]
- Посёлок 3-й→Советабад
- Посёлок 4-й→Интернационал
- Пролетар→Хамдилон (2024)[73]
- Сафедоу→Сафедоб (2015)[76]
- Сталинск→Вахш[5]
- Теппалик→Ходжагулгун (2024)[73]
- Тераклитог→Орзу (2015)[76]
- Томчи→Лолазор (2015)[76]
- Точикистони Сурх→Точикистон
- Тошработи Боло→Мехробод
- Тошработи Поён→Точикистон→Файзбахш (2024)[73]
- Тошробод→Дусти (2015)[76]
- Учбулок→Сечашма (2015)[76]
- Чапаев→Хофизи Шерози
- ЧичкаммОктябрь→Обшорон (2024)[73]
- Яккадин→Гулбог (2015)[76]
- Янгиарик→Мусаффо (2024)[73]
- Янгиер→Навзамин (2024)[73]
- Янгийул→Иттифок[1]
- Янгиобод→Истиклол (2015)[76]
- Янгихаёт→Сафобахш (2024)[73]

### Восейский район
- Аральский район→район Восе (1961)
- Арал, сельская община→им. Мирали Махмадалиева (2011)[77]→Миралиобод (2024)[73]
- Мехнатобод, сельская община→им. Абди Авазова (2011)[77]
- Мичурин, сельская община→Абуабдулло Рудаки (2013)[78]→пгт Захматобод (2023)[79]
- Пахтакор, сельская община→им. Худоёра Раджабова (2011)[77]
- Пахтаобод, сельская община→им. Мирзоали Вайсова (2011)[77]→Бобошохиён (2024)[73]
- Сталин, сельская община→Гулистон[5]
- Пойтуг, пгт→Арал→Восе (1936)→Хулбук (2018)[80]
- Авгондели→Орджоникидзе→Ходжа Галтон (2011)[77]
- Арал→Хушобак (2023)[81]
- Арпатугулди→Джаврез (2011)[77]
- Атчапар→Шарифобод
- Бешарик→Заркорон (2011)[77]
- Богинав→Навбахор[1]
- Боронкул→Боронкул (2023)[81][82]
- Гагарин→Восеободи Хурд
- Гулисой→Гулруд (2011)[77]
- Гульабад→Гулгашт
- Имамали→Чорбог
- Искандара→Кайнар→Сардиж (2024)[73]
- Кайкидашт→Истиклол (2011)[77]→Дашти Боло (2023)[81]
- Кайрагоч→Ходжамумин (2011)[77]
- Кумтеппа→Комсомолобод→Джавони (2011)[77]
- Курбоншахид→Мехробод (2018)[80]
- Кушкорбулок→Гулафшон (2011)[77]
- Лархоби→Хасан Курбонов (2011)[77]→Хасанобод (2023)[81]
- Лесопитомник→Кучабог
- Маразтеппа→Гулобод
- Москва→Иттифок
- Мугулон→Сомон (2002)
- Новабад→Восеободи Калон
- Окджар→Сурхдара (2023)[81]
- Окчинор→Садуллои Шариф→Шарифобод (2023)[81]
- Олимтой→Бахористон (2011)[77]
- Питомник→Навдех
- Пойтуг→Ибрат
- Рамазон Файзов→Боги Нав (2023)[81]
- Садвинсовхоз №4→Рудаки
- Сопкадели→Киров→Хомид Баротов (2011)[83]→Хамидобод (2023)[81]
- Тоскалъаи боло→Гулмайдон
- Тугай→Тугистон (2023)[81]
- Урта Пайтуг→Сулхобод
- Учкун→Эмом Тарифи (2011)[77]
- Чукурак→Селбур
- Ходжаи Эшон→Гултеппа
- Шурак→Элмурод Ходжаев (2014)[84]→Гулмайдон (2023)[81]

### Дангаринский район
- Бульён, сельская община→им. Исмата Шарифа[5]
- Оксу, сельская община→Сафобахш (2021)[34]
- Саргазон, сельская община→Сангтуда[5]
- Авзикент→Оламафруз[1]
- Ачучу→Бахор
- Бешкаппа→Сарфароз
- Бешчелек→Дурдона
- Билисуф→Суфгарон (2024)[73]
- Бошбулок→Рахшонзамин[1]
- Булакдашт→Даштчашма (2024)[73]
- Булёни поён→Булёни Пойин (2024)[73]
- Ганчи→Сафедсанг
- Гешбулок→Гандждара
- Гулбулок→Хилол[1]
- Гумсу→Шамолдара[1]
- Дангараи боло→Рахмониён (2024)[73]
- Девчашма→Дилнишин
- Джарбулок→Дурахшон→Гуларгоб (2024)[73]
- Джартеппа→Хуррамзамин[1]
- Джетерган→Иттиход[1]
- Иторка-Поён→Каромат
- Каланок→Маликобод
- Канги→Мехргон (2021)[34]
- Казонгузар→Нурофар[1]
- Кизилгузар→Гулсимо (2009)[1]
- Куруксой→Сомондех (2024)[73]
- Кушбулок→Файзбахш
- Кызылсой→Ойдара[5]→Лоларух
- Навабад→Сардара[5]→Навобод
- Лакайобод→Чаманорр
- Ловак→Мохпора[1]
- Лохур→Таджмахал[1]
- Навабад→Саркух[5]
- Навбунёд→Чортут (2024)[73]
- Навобод→Гулобод
- Ойдинкул→Зулол (2009)
- Околтин→Сафоруд
- Оксу→Сафобахш→Сафедоб (2024)[73]
- Полевой→Даштак[5]
- Саргазон→Дусти
- Саргазони боло→Мехтар
- Торбулок→Хушдилон
- Туябуюн→Уштурак (2024)[73]
- Турткуль→Чаманистон
- Фурудгох→Зарнисор (2024)[73]
- Хамикара→Шабафруз[1]
- Ходжагузар→Осмондара[1]
- Ходжарки→Себистон[5]
- Ходжашакикии Балхи→Себистон (2021)[34]
- Чимилик→Ширинком[1]
- Эгрон→Гулафшон (2009)
- Экизак→Хурчашма[1]

### Джайхунский район
- Кумсангирский район→район Джайхун (2016)[74]
- Ворошиловский, сельская община→Кумсангир[5]
- Крупская, сельская община→Вахдати милли (2013)[85]
- Тельман, сельская община→Истиклол (2013)[85]
- Хрющовсиккй, сельская община→Яккадин[5] →Яккадех (2024)[73]
- Пяндж, пгт→Дусти[5] (1963)
- 1 мая→Вахшондех (2024)[73]
- 1 мая→Мехнатобод[5]
- 50-лет Октября→им. Рахимзоде (2013)[85]
- Большевик→Сугдиён (2013)[85]
- Верхний Пяндж→Рудаки
- Ворошилов→Киров[5]→Навдиж (2024)[73]
- Ворошилов→Крупская (1957)[5]→С. Вализода (2013)[85]
- Будённый→Туркменабад[5]
- Герань→Зарнисор (2013)[85]
- им. Андреева→Социализм[5]→Навруз (2013)[85]
- им. Андреева→Фрунзе[5]→Джалолиддин Балхи (2013)[85]→Балхиён (2024)[73]
- Каганович→Кызылнишон[5]→Абулькосим Фирдавси (2013)[85]
- Калинин→Джами[5]
- Калинин→Дехконобод (2013)[85]
- Карадум→Сарипул (2013)[85]
- Комсомол→Джавонон (2013)[85]
- Куйбышев→Лоик Шерали (2013)[85]
- Кумсангир→Регдашт (2024)[73]
- Кызыл Таджикистан→Точикистон (2013)[85]
- Максим Горький →Хуснобод (2024)[73]
- Молотов→Аскари сурх[5]→Хомиён (2013)[85]
- Молотов→Таджикабад[5] →Рудбор (2024)[73]
- Озоди-1→Корамдех (2024)[73]
- Озоди-2→Хайробод (2013)[85]
- Озоди-3→Хофизи Шерози (2013)[85]
- Околтин→Навобод[1]
- Околтин→Зарнисор (2013)[85]
- Октябрь→Вахдат (2013)[85] →Марзкат (2024)[73]
- Островский→Сомони (2013) [85]
- Панджи поён→Панджи Пойин (2024)[73]
- Пионерский→Истиклол (2013)[85]→Гулрез (2024)[73]
- Рохи Сталин→Пахтакор[5]
- Сталин→Карл Маркс[5]
- Сталинабад→Гулистон[5]
- Тельман→Ободон (2024)[73]
- Тельман→Хилоли[5]
- Ударник→Хаётинав (2013)[85]
- Шоликори→Фатхобод (2013)[85]
- Энгельс→Фотехон (2024)[73]
- Яккадин→Гулзамин (2024)[73]
- Янгиобод→Кухдоман (2013)[85]

### район Джами
- Куйбышевский район→Ходжамастонский район→район Абдурахмони Джоми (2004)[86]
- 50-летие Таджикистана, сельская община →Сайёд (2024)[73]
- Калинин, сельская община →Мехробод (2024)[73]
- Куйбышевск, пгт→Абдурахмани Джами→Ходжамастон (2024)[73]
- Куйбышевский, сельская община→Иттифок[5] →Вахшон (2024)[73]
- Молотовобод, сельская община→Арал[5]→Кадриддин Гиёсов (2016)[87] →Хуррамдиёр (2024)[73]
- Октябрь, сельская община→Дусти[1]
- 1 мая→Фарахбахш (2024)[73]
- Агроном→Нусратулло Махсум, джамоат Иттифок (2012)[88]
- Арал→Себдара (2024)[73]
- Аскари Сурх→Нусратулло Махсум, джамоат Яккатут (2012)[89]
- Гулистан→Пахтаабад[5]
- Гулистан→Гайрат[5]
- Заря Востока→Шахристон (2012)[88]
- Карл Маркс→Хуросон (2012)[89]
- Каттаганшах→Калинин[5]→Гулобод (2012)[88]
- Киров→Мушкруд (2004)[90]
- Коминтерн→Кушонобод (2024)[73]
- Коммунист→Вахдат (2012)[88]
- Комсомол→Чорбог (2012)[88]
- Красная Звезда→Джовидон (2012)[89]
- Крылов→Сайроб (2012)[88]
- Куйбышев— Мирзо Турсунзода (2012)[89]
- Курабдукарим→Арчазор (2024)[73]
- Курултой→Боки Рахимзода (2012)[88]
- Кутузов→Мирзообод (2004)[90]
- Ленин-юли→Бахористон (2012)[89]
- Ленинизм→Зафаробод (2012)[89]
- Лесхоз→Мехргон (2012)[89]
- Маяковский→Ёсуман (2012)[88]
- Навабад→Дусти[5]
- Навабад→Сайёд[5]
- Навобод-1→Барзгарон (2024)[73]
- Наволик→Чашмасор (2024)[73]
- Нахимов→Чашмасор (2012)[89]
- Озодии Шарк→Заркорон (2024)[73]
- Октябрь→Бадриддин Хилоли (2012)[88]
- Пахтакор→Хосилот[5]
- Пахтакор→Дехканабад[5]
- Политотдел→Маданият (2012)[88]
- Путь Ленина→Пирузон (2024)[73]
- Путь Социализма→Хуррамдех (2024)[73]
- Рудаки→Каёндех (2024)[73]
- Саъди→Миёндех (2024)[73]
- Тельман→Сумбула (2012)[88]
- Точикистони Сурх→Тоджварон (2024)[73]
- Ударник→Ганджина (2012)[88]
- Ферма→Кухдоман (2012)[88]
- Фрунзе→Исмоили Сомони (2012)[88]→Сомондех (2024)[73]
- Холмуродтеппа→Пистазор (2024)[73]
- Чапаев→Обшорон (2012)[89]
- Чкалов→Истиклол (2012)[88]
- Энгельс→Зарнисор (2012)[88]
- Янгидехкон→Файзбор (2012)[89]

### район Дусти
- Джиликульский район→район Дусти (2016)[74]
- Свердлов, сельская община→Гарди Гулмуродов (2005)[91] →Анористон (2024)[73]>
- Стаханов, сельская община→Джиликуль[5]
- Гаравути, пгт→20-летия Независимости Республики Таджикистан (2012)[83]→Хуррамдиёр (2024)[73]
- 1 мая→Гулафшон (2013)[92]
- 8 марта→Гулобод (2013)[92]
- Агроном→Найсон (2013)[92]
- Ачисел→Кухдоман (2013)[92]
- Бешарик→Панджруд (2013)[92]
- Бештут→Панджтут (2024)[73]
- Донашикан→Бустон
- Джоми→Корвонгузар (2024)[73]
- Зафаробод →Даштиработ (2024)[73]
- Карл Маркс→Лаби дарё (2013)[92]
- Кабодиён→Кубодиён (2024)[73]
- Кабодиён (Дехконобод)→Каёндех (2024)[73]
- Кахрамон→Паланггузар (2024)[73]
- Кизиласкар→Чаманистон (2013)[92]
- Кизилнур→Нуробод (2013)[92]
- Киров→Дусти (2013)[92]
- Коминтерн→Гулрез (2013)[92]
- Комсомол→Бахористон (2013)[92]
- Куйбышев→Асрор Раджабов (2013)[93]→Анорбог (2024)[73]
- Ленинобод→Шахдрез (2013)[92]
- Лохути →Панджшер (2024)[73]
- Маленков→Пасарык[5]→Пасаргоб (2024)[73]
- Микоян→Хотами Махрам[1] → Офтобру (2024)[73]
- Мингчукур→Лоик Шерали (2013)[92]
- Мингчукур→Хаёти нав (2013)[92]
- Мировой→Вахдат (2013)[92]
- Москва→Сомониён (2013)[92]
- Ойхотун→Мохи нав (2013)[92]
- Свердлов→Истиклолият (2013)[92]
- Совхоз→Мехргон (2013)[92]
- Социализм→Озоди (2013)[92]
- Сурх→Зарнисор (2013)[92]
- Точикобод →Рахшонзамин (2024)[73]
- Точикобод→Озодшахр (2024)[73]
- Туркменский→Махтумкули[5]
- Умед→Тоджварон (2024)[73]
- Шуро→Самангон (2024)[73]
- Энгельс→Марказ (2013)[92]→Боргох (2024)[73]
- Янгиобод→Навобод (2013)[92]
- Янгиусул→Рохи нав (2013)[92]

### Кубодиёнский район
- Кабадиянский район→район Кубодиён (2004)[94]
- Микоянабад, к→Насир Хосров, к→Кабодиён (1978)[5]→Кубодиён, пгт
- Бешкала, сельская община→им. Утакары Назарова[5] →Кайкубод (2024)[73]
- Кабодиён, сельская община→Заркамар (2015)[95]
- Микоянабад, сельская община→им. Носира Хусрава[5]
- Чирик, сельская община→им. Саидназара Худойкулова[5]→Тахти Сангин (2013)[96]
- Ишмурод Ниёзов, сельская община →Чорбог (2024)[73]
- Янги-Йул, сельская община→20-летия независимости (2013)[96] →Вобканд (2024)[73]
- Ахча→Кухандех (2024)[73]
- Бештемур→Бободжон Гафуров (2013)[96]
- Большевик→Гулистон (2013)[96]
- Бошкала→Саридиж (2024)[73]
- Гишткупрук→Хиштпул (2024)[73]
- Джаркутан→Авасто (2013)[96]→Озаркада (2024)[73]
- Дмитров→Файзулло Хайруллоев (2014)[97]
- Ёбуз→Домдорон (2024)[73]
- Кабла→Озодагон (2024)[73]
- Калинин→Навобод (2013)[96]
- Кизил-иттифок→Вахдат (2013)[96]
- Кизил-куч — Саховат (2013)[96]
- Кизил-Точикистон→Сурхон (2024)[73]
- Курджалол→Гульчин[5]
- Кизилнишон→Парчами Ковиён (2024)[73]
- Курорт→Фарогат[5]
- Кушачинор→Чаноро (2024)[73]
- Ленин→Мирзо Турсунзода (2013)[96]→Хушманзар (2024)[73]
- Лайлакуя→Лайлакон (2024)[73]
- Микоян→Садриддин Айни (2013)[96]→Ахтарсо (2024)[73]
- Охунбобоев→Кайруд (2024)[73]
- Пакала→Дубеда (2024)[73]
- Вахш→Полвонтугай[1]

→Сабздаман (2024)
- Рудакул→Рудак (2024)[73]
- Учкунобод→Дехбаланд (2024)[73]
- Фрунзе→Навбахор (2014)[97]
- Чимгилиш→Чимпушти (2024)[73]
- Чинортугай→Чинористон (2024)[73]
- Шох-2→Намуна (2014)[97]
- Чкалов→Зархок (2024)[73]
- Юлдузкок→Ялдиж (2024)[73]
- Янги-йул→Рохинав (2013)[96]

### Куляб
- Афтолук→Офтоблико (2013)[98]
- Батырхан→Чорбог
- Бешкаппа→Яккачинор[1]
- Бештегирмон→Панджосиёб
- Боги Ворошилов→Гультеппа[5]
- Ватаншо Шамсов→Файзобод (2024)[73]
- Гультеппаикамар→Гулистон[5]
- Гультеппаитугай→Давлатобод[5]
- Дамарик→Бахористон
- Дамарик→Богистон (2024)[73]
- Девонахуджа→Гулобод
- Джангалбоши→Чашмасор (2013)[98]
- Джеркала→Заркала (2013)[98]
- Зарбдор→Файзобод
- Калот→Саидмумин Шамсов
- Комсомол→Сарёзи миёна
- Коммуна→Пистамазор
- Кулдара→Карбостанак[1]
- Луликутал→Андароб (2013)[98]
- Лиликутал→Зарбдор
- Лойлука→Мадином Ибронов[1]→ Лурдоб (2024)[73]
- Файзабад→Мехнатобод[5]→Навобод
- Мирапок→Сафар Амиршоев[1]
- Муллосултон→Хакимобод
- Навабад→Гулбог[5]
- Навабад→Саидали Вализода[5]
- Навобод→Кул
- Новбур→Хакимобод
- Олтовул→Гулрез
- Чапаев→Махмадали Гаффор→ Лоджвард (2024)[73]
- Чорбог→Гулобод[5]
- Чорбог→Бустон[5]
- Чорбог→Ходжа-Исхок
- Шакархон→Пахтакор
- Шаршар→Чорводор[5]→Нуристон (2013)[98]
- Чохтемур→Бахтобод (2013)[98]

### Кушониёнский район
- Коммунистический район→Бохтарский район (1992)→Кушониёнский район (2018)
- Садвинсовхоз→Бустонкала[5]
- Совхоз Вахш, пгт→Куйбышевский[5]→Бохтариён (2002)[99]
- Чичка→Октябрь, пгт (1936)→Исмоили Сомони (1998)→Сомониён (2024)[73]
- Авангард, сельская община→Ориён (2002)[99]
- Ворошиловабад, сельская община→Заргар[5]
- Калинин, сельская община→Сарвати Истиклол (2002)[99]
- Семеновод, сельская община→Файзи Истиклол (2011)
- Туркменистан, сельская община→Таджикабад
- 1 мая→Джалолиддин Руми (2012)[100]
- 17 Партсъезд→им. Гуломсаида Холова (2012)[83]
- 18-Годовщина→20-летия независимости (2012)[83]→Мехробод (2024)[73]
- 8 марта→Гулзамин (2024)[73]
- Авзибекарор→Офтобруя[5]
- Академия→Орифон (2024)[73]
- Байналмилал→Лангар (2024)[73]
- Барои Хосилот→Дехварз (2024)[73]
- Бешкаппа→Саричашма (2012)[83]
- Бирлик→Чорбог (2014)[101]
- Большевик→Пешоварон (2024)[73]
- Будённый→Сароб (2014)[101]
- Вахш→Дусти (1973)
- Гозималик→Ходжамастон (2024)[73]
- Димитров→Мехрканд (2024)[73]
- Домкургон→Шириншо Шотемур
- Дониёркул→Фирдавс
- Зарбдор→Жданов (1937)→Абдурахмон Джоми
- Иттифок→Хамгироён (2024)[73]
- Калинин (дж. С. Истиклол)→им. Сироджа Фаттоева (2012)[102]
- Калинин→Лолазор (2012)[100]
- Калинин→Махалла
- Карл Маркс→Ахсанобод
- Кизил-кучи→Вахдат (2012)[83]
- Кизил Байрак→Зарбдорон (2024)[73]
- Кизил Шарк→Мехробод (2012)[100]
- Кизилгул→Гулдаман (2024)[73]
- Кизилпартизан→Фарзонагон (2024)[73]
- Кизилюлдуз→Чорджу (2024)[73]
- Киров→Гагарин→Каёндашт (2024)[73]* Киров→Рахшонзамин (2024)[73]
- Кирпичный→Лолазор (2024)[73]
- Ковунтеппа→Пуштакух (2024)[73]
- Коминтерн→им. Хофизи Шерози (2012)[83]
- Коммунизм→Бустон (2012)[100]
- Коммунизм→Хушобиён (2014)[103]
- Комсомол→Барзгар (2024)[73]
- Комсомол→Чорсу (2012)[83]
- Крупская→Файзбахш (2024)[73]
- Куйбышев→Садриддин Айни (2012)[83]
- Ленин→Истиклол (2012)[83] →Зиндкон (2024)[73]
- Ленин-юли→Баракат (2012)[100]
- Ленини→им. Кугана Гулова (2012)[102]→Нозгул (2024)[73]
- Ленинизм→Нури Вахдат (2012)[100]
- Лермонтов→Кошифи (2024)[73]
- Лесопитомник→Нихолпарвар[5]
- Ломоносов→Мехргон (2014)[103]
- Максим Горький→Бахорак (2024)[73]
- Марксизм→Лоик Шерали (2012)[100]
- Механизатор→Вахшруд (2024)[73]
- Навдидор→Навобод[1]
- Ободончилик→Ободони
- Озодии мехнат→Мехрангез (2024)[73]
- Околтин→Пахтакор (2024)[73]
- Октябри кабир→Хуррамдех (2024)[73]
- Орджоникидзе→Рудхона (2024)[73]
- Ортод→Миёндех (2024)[73]
- Пасарик→Пасаргоб (2024)[73]
- Питовник→Богпарвар (2014)[103]
- Политотдел→Малик Гиёев (2013)[96]
- Посёлкаи нав→Файзобод (2014)[101]
- Пушкин→Гулпушта (2024)[73]
- Пахтакайнар→Пахтаобод (2024)[73]
- Рохи Ленин→Гайратшо Давлатов (2013)[96]
- Рохи Сталин→Тоштеппа[5]→Лолазор (2024)[73]
- Семеновод→Файзи Истиклол
- Свердлов→Гулзор (2024)[73]
- СМП-540→Навроха (2024)[73]
- Стаханов→Мирзо Турсунзода (2012)[100]→Шедруд (2024)[73]
- Тельман→Ганджина (2014)[103]
- Точик Батальон→Зарафшон (2012)[100]
- Точикобод→Дурахшон (2024)[73]
- Тоштеппа→Зафар
- Турдиев→Тоджобод (2024)[73]
- УКЖД→Заршуён (2024)[73]
- Умарказок→Богдара (2024)[73]
- Уртабуз→Миёндех (2024)[73]
- Учкун→Навруз (2012)[100]
- Фрунзе→Обшорон (2014)[101]
- Ходжибой→Сохибкор (2024)[73]
- Хушвахт→Хушбахт (2024)[73]
- Чапаев→им. Саадии Шерози (2012)[83]
- Чапаев→Хуррамдашт (2024)[73]
- Шмидт→Сулхобод (2014)[103]
- Элти→Джони Сони[1]→Умед (2024)[73]
- Энгельс→Вахдатобод (2012)[100]
- Эргаш→Дехи Боло (2024)[73]
- Эшма→Кухсор (2014)[103]
- Янгитурмуш→Зарнисор (2013)[96]
- Янгифаргона→Фаргониён (2024)[73]

### Леваканд
- Калининабад→Сарбанд (1996)→Левакант (2018)[80]
- Бохтуробод-1→Гурдондех (2024)[73]
- Бохтуробод→Баходурон (2024)[73]
- Окгаза-1→Хуррамдех (2024)[73]
- Окгаза-2→Хушбод (2024)[73]
- Табакчи→Косибон (2024)[73]
- Точикобод→Шохон (2024)[73]
- Туятош→Истиклол
- Устотоймас→Нурафшон (2024)[73]
- Эшонобод→Яккачинор (2024)[73]

### Муминабадский район
- Ленинградский район→Муминабадский район
- Ленинградский — Муминобод, пгт→Чорсу (2024)[73]
- Кулчашма, сельская община→Нуралишо Назаров (2014)[104]→Чашмасорон (2024)[73]
- Туту, сельская община→Шамсиддин Шохин[1] →Тутиён (2024)[73]
- Богалидод→Богдех (2024)[73]
- Гофилобод→Гайратобод (2024)[73]
- Дараи Махмуд→Махмуддара (2024)[73]
- Дегламон→Дегилмон (2024)[73]
- Джарчеб→Ободон (2012)[88]
- Джарчеб-1→Абуабдуллохи Рудаки (2012)[88] →Рудаки (2024)[73]
- Джарчеб-2→Джалолиддин Руми (2012)[88]→Балхоби (2024)[73]
- Джидабулок→Санджидзор (2024)[73]
- Окджар→Навбахор (2012)[88]
- Олимтой→Оламтоб (2024)[73]
- Кипчок→Чашмасор (2012)[88]
- Кулулу→Заркамар (2014)[104]
- Теболай→Корвонраха (2024)[73]
- Токабуна→Истиклолият (2012)[88]→Токабуна (2024)[73]
- Толе→Чорчаман (2024)[73]
- Толеи нав→Чашмасори Боло (2024)[73]
- Туркони→Торкони (2024)[73]
- Туту→Тутбог (2024)[73]
- Сангдараи поён→Сангдараи Пойин (2024)[73]
- Сармайдон-1→Сармайдони Боло (2024)[73]
- Сармайдон-2→Сармайдони Пойин (2024)[73]
- Сарсибулок→Дусти (2012)[88]
- Хонбеги→Хосабог (2024)[73]
- Чарги поён→Чарги Пойин (2024)[73]
- Чубек→Чубдара (2024)[73]
- Чукуркишлок→Хамдех (2024)[73]
- Чумчукли→Даханачиён (2012)[88]
- Шаймири→Шайхмири (2024)[73]
- Шахринави поён→Шахринави Пойин (2024)[73]
- Шулдук→Бустон (2012)[88]
- Шулулу→Сардоб (2024)[73]

### Носири-Хусравский район
- Бешкентский район→Носири-Хусравский район (2004)[105]
- Истиклол, сельская община →Хуталон (2024)[73]
- Комсомол, сельская община→Навруз (2012)[106]→Гандждех (2024)[73]
- Фируза, сельская община→Тахти Хусрав (2024)[73]
- Бешкаппа→Пандждех (2024)[73]
- Бешкент→Бахор
- Бешкент-2→Фируза →Лаби Хавз (2024)[73]
- Бешкент-5→Панджкант (2024)[73]
- Бердиали Тоджиев→Миргузар (2024)[73]
- Бобокул Хидиров→Тутзор (2024)[73]
- Вагон-кишлок→20-солагии Истиклолият (2012)[106] →Обичашма (2024)[73]
- Гагарин→Корвонгузар (2024)[73]
- Джалолиддин Мухаммедов→Галлакор (2024)[73]
- Исо-Намоз→Навобод (2012)[106]
- Кашка→Дусти (2012)[106]
- Комсомол→Истиклол
- Коракамар→Зардолубог (2024)[73]
- Муродтеппа-1→Тали Боло (2024)[73]
- Муродтеппа-2→Тали Пойин (2024)[73]
- Олтинсой→Муминобод
- Орзу→Зарзамин (2024)[73]
- Рузиобод→Гузари Нав (2024)[73]
- Сангоба-1→Сангоба (2024)[73]
- Сангоба-2→Обишифо (2024)[73]
- Тулаганова→Кухкамар (2024)[73]
- Ходжи Мухаммадшукур→Кишоварзон (2024)[73]
- Янгибог→Вахдат (2012)[106] →Сангистон (2024)[73]

### Нурек
- Каратош→Дусти (2012)[83]
- Узбеклангар→Лангар (2024)[73]
- Чашмаи Дузон→Чашма[5]

### Пянджский район
- Сарой-Камар→Бауманабад (1932)→Кировабад (1936)→Пяндж, пгт (1963)
- Араб, сельская община→Сайфиддин Кабут[1]
- Кулдиман, сельская община→Мехрвар[1]
- Сармантой, сельская община→Озодагон[1]
- Тугул, сельская община→Нури Вахдат[1]
- 15-летия Таджикистана→Вахшон (2024)[73]
- Алаберды→Сафедорон[5]
- Андиджон→Андигон (2024)[73]
- Араб→Арабдех (2024)[73]
- Бешкаппа→Саройкамар[1]
- Бешкудук→Навшод (2016)[87]
- Бурбулок→Чашма (2016)[87]
- Бурка→Гулбог (2024)[73]
- Бывшая МТС→Намуна[5]→Зармайдон (2024)[73]
- Казок→Кухдоман (2016)[87]
- Киргиз→Хамдилон (2016)[87]
- Коммунизм→Барзгарон (2024)[73]
- Комсомол→Джавонон (2024)[73]
- Кудукли→10-солагии Вахдат[1]→Вахдатобод (2024)[73]
- Куйтемез→Гандждех (2024)[73]
- Кулдимон→Кулдоман (2016)[87]
- Кумсой→Регистон (2024)[73]
- Навабад→Гулабад[5]
- Отд. 1 свх Пахтакор→Галаба[5]
- Отд. 2 свх Пахтакор→Зарбдор[5]
- Отчапар→Аспрес (2024)[73]
- Передовик-1→Некманзар (2024)[73]
- Передовик-2→Хушманзар (2024)[73]
- Правда→Кабутоб (2024)[73]
- Подсобное хозяйство→Фаргона[5]
- Сармантой-1→Зухуриён (2024)[73]
- Сармантой-2→Навдех (2024)[73]
- Совхози Пандж→Навдиёр (2024)[73]
- Сомони-1→Сомони (2024)[73]
- Сомони-2→Сомонкат (2024)[73]
- Сомони-3→Сомондех (2024)[73]
- Сомони-4→Зарзамин (2024)[73]
- Тугаланг→Чаманистон (2016)[87]
- Тугул→Навзамин (2024)[73]
- Турдишайх→Богдара (2024)[73]
- Уртабулок→Панджруд (2024)[73]
- Хоча-Кучкори→Чорсу (2016)[87]
- Шахмат→Кухандех (2024)[73]
- Центральная усадьба свх Пахтакор→Пешкадам[5]
- Эчка→Джамият[1]
- Эчка→Шохгузар (2024)[73]
- Юкориходжа→Панджоб (2024)[73]
- Янгитурмуш→16-солагии Истиклолият

### Темурмаликский район
- Кзылмазарский район→Советский район (1953)→район Темурмалик (2004)[107]
- Кызыл-Мазар→Советский, пгт (1953)→Бахманруд (2021)[34]
- Джантагли, сельская община→Бобоюнус→Чилчах (2021)[34]
- Карокамиш, сельская община→Хусайнобод (2021)[34]
- Кушкия, сельская община→Лакай Кармишев (2013)[108]→Кушктеппа (2021)[34]
- Советский, сельская община→Ватан[5]→Саидмумин Рахимов (2013)[96]→Гурдоварон (2024)[73]
- Агзибекарор→Офтобруя
- Бешкаппа→Ситораи Тобон (2013)[96]
- Бирдам→Икбол (2013)[96]
- Боги Темур→Сайлакон (2024)[73]
- Бошкушкия→Кушкияи боло→Кушки Боло (2024)[73]
- Булакдашт→Чашма (2024)[73]
- Бурдангал→Баходурон (2024)[73]
- Гулбулок→Гулистон (2013)[96]
- Гурулди→Хамдашт (2024)[73]
- Давад→Заркамар (2024)[73]
- Джайрали→Мирон (2024)[73]
- Джантокли→Бахористон (2013)[108]
- Джамогулиён→Зарнисор (2013)[96]
- Джилбулок→Бахманруд (2013)[96]
- Джинистон→Чинор[5]
- Девона→Яккасада[5]
- Казок→Ватан[5]
- Казокон→Гурдондех (2024)[73]
- Казончи→Мукаддас (2013)[96]
- Канасигир→Шириноб
- Каракамиш→Бустон
- Каракамиш→Найистон (2024)[73]
- Каригоч→Чаманзор (2024)[73]
- Кирма→Болодех (2024)[73]
- Куйикушкия→Кушкияи поён→Кушки Пойин (2024)[73]
- Кунджибулок→Вахдат (2013)[96]
- Куруг→Чашмасор (2013)[96]
- Куса Сартез→Хуррамзамин (2013)[96]
- Ойшабулок→Ойшачашма (2024)[73]
- Олмабулок→Себзор (2024)[73]
- Олучабулок→Гулдоман (2024)[73]
- Шулупту→Дусти (2013)[96]
- Сафарбоён→Ходжаи Нур (2024)[73]
- Талимазор→Лолазор (2013)[96]
- Танобчии поён→Танобчии Пойин (2024)[73]
- Товатош→Товасанг (2024)[73]
- Товашар→Иттифок (2013)[108]
- Тошбулок→Булбулон[5]
- Тошбулок→Кухдоман (2024)[73]
- Тулкибулок→Бахтнома (2013)[96]
- Туябуюн→Рухафзо (2013)[96]
- Уртакушкия→Кушкияи мобайни→Кушки Миёна (2024)[73]
- Учхалкаёр→Мехнатобод→Халкаёр (2024)[73]
- Хасанбег→Саидмуминобод (2024)[73]
- Чаврок→Чаврог (2024)[73]
- Чаган→Нишон Болтаев (2013)[108]→Нишеман (2024)[73]
- Чалишиён→Сохилоб (2024)[73]
- Чилатош→Чиласанг (2024)[73]
- Чилча→Диловарон (2024)[73]
- Чилькурган→Гулобод

### Фархорский район
- Гайрат, сельская община→Хуросон (2021)[34]
- Галаба, сельская община→Хутан (2021)[34]
- Дехконарик, сельская община→Дехконобод (2021)[34]
- Комсомол, сельская община→20-летия независимости Таджикистана (2012)[83]→Истиклол (2021)[34]
- 1-май→Пешаварон (2024)[73]
- 25-летие Таджикистана→Сохилоб (2024)[73]
- 5-летие Таджикистана→Навдашт (2024)[73]
- 50-летие Октября→Муродбахш
- Аловуддин→Комсомол→Нури Шарк (2012)[83]
- Арабо→Дусти (2012)[83]
- Афгондили→Ходжагалтон[1]
- Бобосафоли Поён→Сайф Рахимзода Афарди (2012)[83]
- Граница→Пяндж
- Давлятабад→Навобод
- Даштак→Мехровар (2012)[83]
- Девдор→Гулшан (1971)
- Джайрали→Мехробод (2012)[83]
- Джалбузи→Шухратёр (2012)[83]
- Джида→Хакикат (2012)[83]
- Донг→Лолазор
- Зардулак→Давлатобод
- Калаи Пучкок→Шараф (2012)[83]→ Калъаи Пушкок (2024)[73]
- Карахчи→Саховат (2012)[83]
- Карл Маркс→Фозилон (2012)[83]
- Кизил-пахтачи→Некманзар (2012)[83]
- Кизилтеппа→Вахдат (2012)[83]→Сурхкух (2024)[73]
- Комсомол→Маданият
- Кызылсу→Бахор[5]
- Майдапатта→Кухдоман (2012)[83]
- Мехнатобод→Маргзор
- Муходжиробод→Ховарон (2024)[73]
- Навобод→Бунафша[5]
- Навобод→Мехнатобод[5]
- Намозджо→Бахористон[5]
- Олимтой→Истиклол (2012)[83]
- Победа→Галаба
- Победа→Гулистон
- Рохи Ленин→Аловуддин (2012)
- Саксанохур→Кухандиёр (2012)[83]
- Саксанохур→Рохинав (2012)
- Сомончи→Сомониён (2012)[83]
- Тугул→Иттифок (2012)
- Тугул-2→Иттифок[5]
- Ферма 2 свх. Гиссар→Кизилсу→Нурмат Сафаров (2012)[83]→ Дарёбод (2024)[73]
- Фрунзе→Бохтур Давлатов (2012)[83]→Дахбед (2024)[73]
- Шуркул→Обшорон (2012)[1]
- Шуртеппа→Тугул→Хуррамзамин (2012)[83]→Ориён (2021)[34]
- Хавзако→Садокат (2012)[83]
- Хатчи —  Гулистон[5]
- Хлопковый свх→Бустон
- Юлдуз→Сайёра

### район Хамадони
- Чубекский район→Московский район (1952)→район им. Мир Сайид Алии Хамадони (2004)[109]
- Чубек, пгт→Московский[5]
- Кахрамон, сельская община →Заркух (2024)[73]
- Калинин, сельская община→Панджруд (2013)[96]
- Маслюк, сельская община→Мехнатобод[5]→Ходжамумин (2024)[73]
- Арпатугулди→Хуснобод (2013)[96]
- Бешкапа→Богистон (2013)[96]
- Гулистан→Токистан[5]
- Давлатобод→Гадои Сафар →Киштмайдон (2024)[73]
- Кайрагоч→Кадамджо (2024)[73]
- Кодара-1→Кодара (2024)[73]
- Кодара-2→Кодараи Пойин (2024)[73]
- Маслук→Барзгарон (2024)[73]
- Метинтугай→Сомониён (2013)[96]
- Новабад→Хаётинав
- Нугай→Дулоназор (2024)[73]
- Плодопитомник→Чорбог
- Окмазор→Мехрвар (2013)[96]
- Олимтой→Гулрез (2013)[96]
- Пушкин→Лабируд (2024)[73]
- Сафедоб→Икбол[5]
- Советобод→Обшорон (2013)[96]
- Совхоз Чубек→Сайроб
- Тугул→Кухандиёр (2024)[73]
- Тудабоён→Корвонкаш (2024)[73]
- Турдиев-2→Обшорон
- Турдиев-3→Икбол
- Тутбулок→Тутчашма (2024)[73]
- Чапаев→Ориён (2013)[96]
- Янгиюл→Навдех (2024)[73]

### Ховалингский район
- Ховалинг, пгт→Мунк (2024)[73]
- Джонбахш, сельская община→Восе→Ховалинг[5]
- Заркух, сельская община→Джомбахт
- Сариосиёб, сельская община→им. Гаффор Мирзо (2017)[75]
- Баглисой→Богистон (2024)[73]
- Бугдояк→Гандумак (2024)[73]
- Дусткули→Дусти (2024)[73]
- Ёхсуобод→Охудашт (2024)[73]
- Карагоч→Садазор (2024)[73]
- Момай→Момодех (2024)[73]
- Охтош→Сафедсанг (2024)[73]
- Сиёхкуртахо→Сояхам (2024)[73]
- Тикон→Дехкон (2024)[73]
- Хонако→Гулзор
- Хонакои Поён→Хонакои Пойин (2024)[73]
- Чанор→Чиноро (2024)[73]

### Хуросонский район
- Ильичевский район→Гозималикский район (1992)→Хуросонский район (2004)[110]
- Даханакиик, сельская община→Фахробод (2013)[93]
- Кизилкалъа→Сурхкалъа (2024)[73]
- Обикиик, сельская община→Галлаобод
- Уялы, сельская община→Садриддин Айни[5]
- Правда, пгт→Обикиик (2003) →Хуррамшахр (2024)[73]
- 18-хизб→Чордех (2024)[73]
- 6-Насос→Сабзазор (2013)[93]
- Алмату→Себистон (2013)[93]
- Анчумани 18-партсъезди поён→Нематулло Асадулло (2014)[111]
- Аччи→Ифтихор (2013)[93]
- Джартеппа→Файзали Ганиев (2013)[93]
- Джонбулок→Истиклол (2013)[93]
- Ёрмачит (Кызылкишлак)→Чашма (2013)[93]
- Истгохи Фахробод→Сомониён (2013)[93]
- Кавки→Бахористон (2013)[93]
- Кайтмас→Дехконобод (2013)[93]
- Караманди→Вахдат (2013)[93] →Гулбог (2024)[73]
- Кизилкала→Бандар (2014)[111]
- Киикмазор→Лолазор (2013)[93]
- Киркудук→Субх (2013)[93]
- Кичик-мерган→Кухдоман (2013)[93]
- Коммунизм→Обдара (2024)[73]
- Кунтувобод→Навруз (2013)[93]
- Кушлич→Богистон (2024)[73]
- Мехнатобод-1→Мехнатобод (2024)[73]
- Мехнатобод-2→Курушгирд (2024)[73]
- Мирзокулобод→Ориён (2013)[93]
- Ойкамар→Гулрез (2013)[93]
- Окбош→Нусратулло Махсум (2013)[93]→Нусратобод (2024)[73]
- Правда→Хакикат (2013)[93]
- Станция Ойкамар→Исмоили Сомони (2013)[93]→Фуругдех (2024)[73]
- Томчи→Баландкух (2024)[73]
- Тошбулок→Мирзо Турсунзода (2013)[93]
- Туячиобод→20-солагии Истиклолият (2013)[93] →Корвонгирд (2024)[73]
- Узданобод→Бахор (2013)[93]
- Урозбой→Имоми Аазам (2013)[93]
- Уяли→Хуросон (2014)[111]
- Уяли-2→Вахш (2013)[93]
- Хаёти нав-1→Хаёти Нав (2024)[73]
- Хаёти нав-2→Богпарварон (2024)[73]
- Хилоли-1→Хилоли (2024)[73]
- Хилоли-2→Кишоварзон (2024)[73]
- Челонихо→Челонзор (2024)[73]
- Чимбулок→Чашмасорон (2013)[93]
- Шарпар-2→Боглишаршар→Шаршари богдор[1]
- Шурбулок→Чашмасор (2024)[73]
- Эшма→Пистазор (2024)[73]
- Янгиер→Навзамин (2013)[93]
- Янгиобод→Навобод (2013)[93]

### район Шамсиддина Шохина
- Шуроабадский район→район Шамсиддин Шохин (2016)[74]
- Ёл, сельская община→Нуриддин Махмудов (2014)[112]
- Ходжагалтон, сельская община→Шуроабад[5]
- Шурообод, сельская община→Техрай (2024)[73]
- Валиджон→Валиобод (2024)[73]
- Дехкалич→Давлатобод (2014)[112]
- Джирк→Рохи нав (2012)[113]
- Иргайлук→Шибарзамин (2024)[73]
- Кавлуч→Дурахшон (2014)[112]
- Комсомолобод→Зулмобод→Дахбед (2024)[73]
- Коргарон→Джангалак (2024)[73]
- Лов→Вахдат (2012)[113]
- Мирзоали→Шохиён (2024)[73]
- Навбулок→Рахмонобод[1]
- Назарбой→Чашмаи Назар (2024)[73]
- Носир Бобо→Носиробод (2024)[73]
- Одинабой→Заргариён (2024)[73]
- Тошбулок→Сангчашма (2024)[73]
- Ургули→Регак (2024)[73]
- Учкул→Чордара (2013)[93]
- Эскикулоб→Кулоба (2013)[93]
- Ялабули→Ялдех (2024)[73]

### Шахритусский район
- Кабадианский район→Шаартузский район (1929)[19]→Шахритусский район (2021)[114]
- Шахритуз→Тус (2024)[73]
- Айвадж, сельская община→им. Джуры Назарова[5]→Айвадж (2024)[73]
- Сайёд, сельская община→Талбак Садриддинов (2016)[87]
- Шахритуз, сельская община→Худойназар Холматов[1] →Тодждорон (2024)[73]
- 1 Мая→Вахдат (2012)[115]
- Бешкапа→Истиклол
- Бирлаш→Зардолубог (2024)[73]
- Бошчорбог→Чорбог (2012)[115]
- Ватан→Бихизор (2024)[73]
- Гагарин→Себистон (2024)[73]
- Джамъият→Дехконсарой (2024)[73]
- Карашувок→Маргзор (2024)[73]
- Карл Маркс→Ёкуб Каримов →Болошахр (2024)[73]
- Кахрамон→Пойиншахр (2024)[73]
- Кизил-Аскар→Бахористон
- Кизиласкар→Тусиён (2024)[73]
- Кизилобод→Дусти (2012)[115]
- Кумшох→Сангтеппа (2024)[73]
- Ленинйул→Лочин Нуров →Лочинобод (2024)[73]
- Ленинобод→Сомониён (2024)[73]
- Обшорон→Ободдех (2024)[73]
- Олтинсой→Гандждара (2024)[73]
- Парижская Коммуна→Мехргон→Хуррамбахор (2024)[73]
- Партсъезд→Хокак
- ПМК→Зархез (2024)[73]
- Рудаки→Гулобод (2024)[73]
- Свердлов→Ориён
- Свердлов→Ориёндех (2024)[73]
- Свх. 40-летия Победы→Гулистон
- Солтик→Устокорон (2012)[115]
- Тартки→Пахтаобод
- Точикобод→Асомиддин Муродов→Ганджраха (2024)[73]
- Тоштепа→Ходжа-Дурбад
- Трактор→Лолазор[5]→Гулзор (2024)[73]
- Хушод→Хуршоди (2024)[73]
- Чуянчи→Чуянгарон (2024)[73]
- Шарк→Шамолдара (2024)[73]
- Янгиобод→Навкат (2024)[73]
- Янгиобод→Сугдиён[1]

### Яванский район
- Оби Муки, сельская община→Обшорон (2012)[116]
- Озоди, сельская община→им. Хасана Хусейнова (2012)[116]
- Яван, сельская община→Навкорам[5]→Гулсара Юсуфова (2004)[117]
- 1 мая→Наврузгох (2024)[73]
- Азимабад→Чоргул[5]
- Бешбулок→Чашмасор (2012)[83]
- Бешкаппа→Гулафшон (2004)[118]
- Бошкайнар→Кишоварзон (2024)[73]
- Будинабад→Навкорам[5]
- Будинобод→Зарриндашт (2018)[80]
- Бустон-1→Бустондех (2024)[73]
- Бустон-2→Гулбог (2024)[73]
- Горбулок→Горчашма (2017)[119]
- Гургон→Озоди[5]
- Зулмабад→Гулобод
- Зулмобод→Мехробод (2024)[73]
- Кайнама→Хинддара (2024)[73]
- Кармиш→Яккатут (2017)[75]
- Кашкарах→Кошгарраха (2024)[73]
- Киргинджар→Оли Сомон (2012)[83]
- Киргочак→Анористон (2017)[75]
- Киргизабад→Хазордех (2024)[73]
- Комсомол→Вахдат (2012)[83]
- Куз Кайнар→Оби Шифо (2012)[83]
- Куймот→Челонзор (2024)[73]
- Кулабад→Кулобод (2017)[75]
- Кунчи→Бустони
- Кунчи→Гулистон (2012)[83]
- Мингчинор→Хазорчанор (2024)[73]
- Одакайнар→Навруз[1]
- Оксанглок→Дустон (2024)[73]
- Парчасой→Парчаруд (2024)[73]
- Сангимугул→Сангимугон (2024)[73]
- Саркамиш→Бостондех (2024)[73]
- Тошохур→Богдара (2018)[80]
- Тутбулок→Ширинтут (2024)[73]
- Тутбулоки сари санг→Тутчашма (2017)[75]
- Урта-Кайнар→Зафар (2017)[119]
- Утаган→Гули Бодом (2017)[75]
- Чаманбулок→Чаманзор (2017)[75]
- Чучуи боло→Лолазор (2024)[73]
- Чучуи Калак→Офтобру (2024)[73]
- Чучуи поён→Гулзор (2024)[73]
- Ширинбулок→им. Тилло Солихова (2012)[83]→Ширинчашма (2024)[73]
- Шота Руставели→Саргах (2018)[80]
- Шурдара→Гулдара[5]
- Эшма→Пахтакор[1]
- Эшмабог→Бахор[1]

## Душанбе
- Дюшамбе (1924)→Сталинабад (1929)→Душанбе (1961)
- Дюшанбинский район→Октябрьский район[5]→район Исмоили Сомони (2003)
- Железнодорожный район→район Шохмансур (2003)
- Фрунзенский район→район Сино (2003)[120]
- Центральный район→район Фирдавси (2003)[121]